# 2004 dans les parcs de loisirs
| Années des parcs de loisirs : 2001 - 2002 - 2003 - 2004 - 2005 - 2006 - 2007    |
| Décennies des parcs de loisirs : 1970 - 1980 - 1990 - 2000 - 2010 - 2020 - 2030 |

## Parcs d'attractions

### Ouverture
- Earth Explorer ( Belgique)
- Mt. Olympus Water & Theme Park ( États-Unis)

### Fermeture
- Miracle Strip Amusement Park (en) ( États-Unis)
- Wonderland Sydney (en) ( Australie)
- Space Center Bremen ( Allemagne)

## Événements
- Holiday World ( États-Unis) reçoit l'Applause Award au titre de meilleur parc de loisirs du monde.
- Sur le marché européen, cette année marque un tournant avec le retrait de grands groupes américains dans de multiples parcs. Le groupe Six Flags vend ses parcs européens, ce qui entraîne en 2005 les changements de nom de Six Flags Belgium, Six Flags Holland et de Warner Bros. Movie World Germany. NBCUniversal vend sa participation dans l'espagnol Universal Mediterranea. Paramount Parks fait de même avec le parc Terra Mítica. Il est à noter que le groupe Anheuser-Busch maintient un an encore ses parts dans PortAventura. L'exception reste Disneyland Paris.
- Mars
  - 10 mars - Empreint à de grosses difficultés financières liées à la baisse d'activité de ses parcs en Amérique du Nord, Six Flags décide de procéder à la vente de sa division européenne[1]. C'est un fonds d'investissement privé londonien, Palamon Capital Partners, qui se porte acquéreur des sept parcs pour un montant de 200 millions de dollars. Palamon renomme le groupe en Star Parks qui doit abandonner la marque Six Flags ainsi que les différentes licences Warner[2],[3],[4]. De plus, les 5 % de Warner Bros. Movie World Madrid que détient Six Flags sont revendus à Time Warner en novembre 2004.
- Juin
  - 20 juin -  Espagne - NBCUniversal (la société mère Universal Studios) décide de vendre sa participation à hauteur de 37 % dans Universal Mediterranea à La Caixa pour 25 millions d'euros[5]. L'actionnariat se répartit donc entre La Caixa avec 80,4 %, Anheuser-Busch avec 13,6 % et Acesa (Abertis), filiale de La Caixa, avec 6,3 %[6]. Universal Studios reste toujours lié au resort par un contrat d'utilisation de la licence Universal moyennant 1,5 % des bénéfices du complexe touristique.
- Juillet
  - 27 juillet -  Pays-Bas - Ouverture au public de Booster Bike, à Toverland ; le premier modèle de montagnes russes de motos au monde[7].

## Attractions
Ces listes sont non exhaustives.

### Montagnes russes

#### Délocalisations
| Nom                                        | Type / Modèle           | Constructeur | Parc                        | Pays        | Anciennement                            |
| ------------------------------------------ | ----------------------- | ------------ | --------------------------- | ----------- | --------------------------------------- |
| Big Roller Coaster                         | Assises                 | BHS          | Divo Ostrov (Wonder Island) | Russie      | Andalusia Railroad à Kure Portopialand  |
| Borg Assimilator                           | Volante/Flying Dutchman | Vekoma       | Paramount's Carowinds       | États-Unis  | Stealth à California's Great America    |
| Cheetah Chase Devenu Sand Serpent en 2011. | Wild Mouse              | Mack Rides   | Busch Gardens Tampa Bay     | États-Unis  | Wilde Maus à Busch Gardens Williamsburg |
| Euroloop                                   | Assises                 | Vekoma       | Europark                    | France      | Mega Looping Bahn à Spreepark           |
| Grizzly                                    | Métal / Zyklon ZL42     | Pinfari      | Kongeparken                 | Norvège     | Looping Dipper à Barry's Amusements     |
| Grizzly Bear                               | Junior                  | Pinfari      | Lightwater Valley           | Royaume-Uni | Cyclone à Spanish City Amusement Park   |
| Wilde Maus                                 | Wild Mouse              | Mack Rides   | Toverland                   | Pays-Bas    | Zig Zag à Walibi Lorraine               |

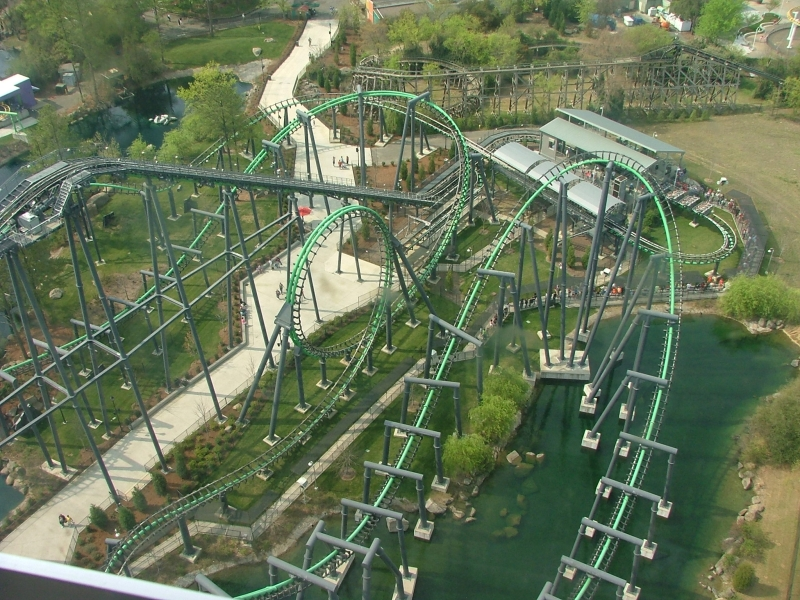
Parcours de BORG Assimilator à Paramount's Carowinds
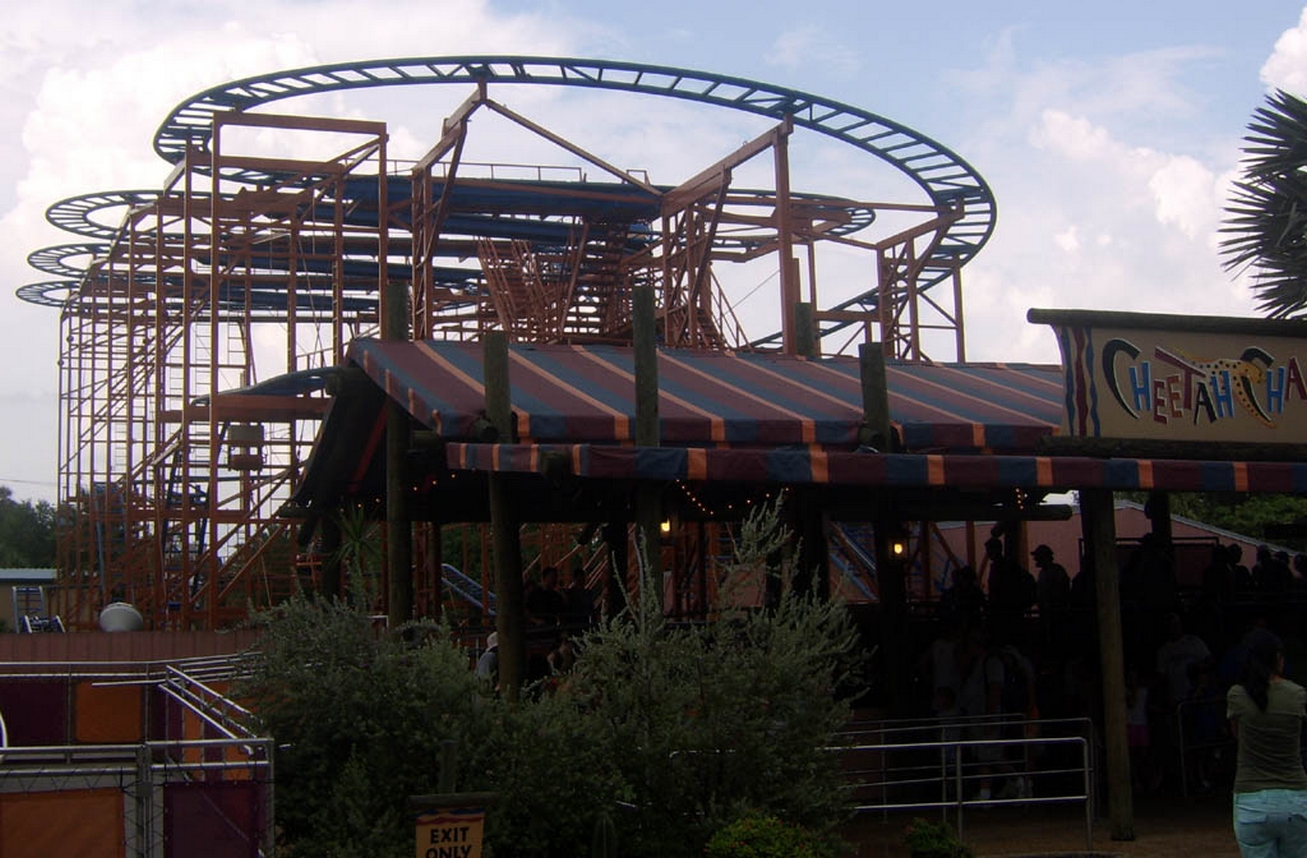
Cheetah Chase à Busch Gardens Tampa Bay
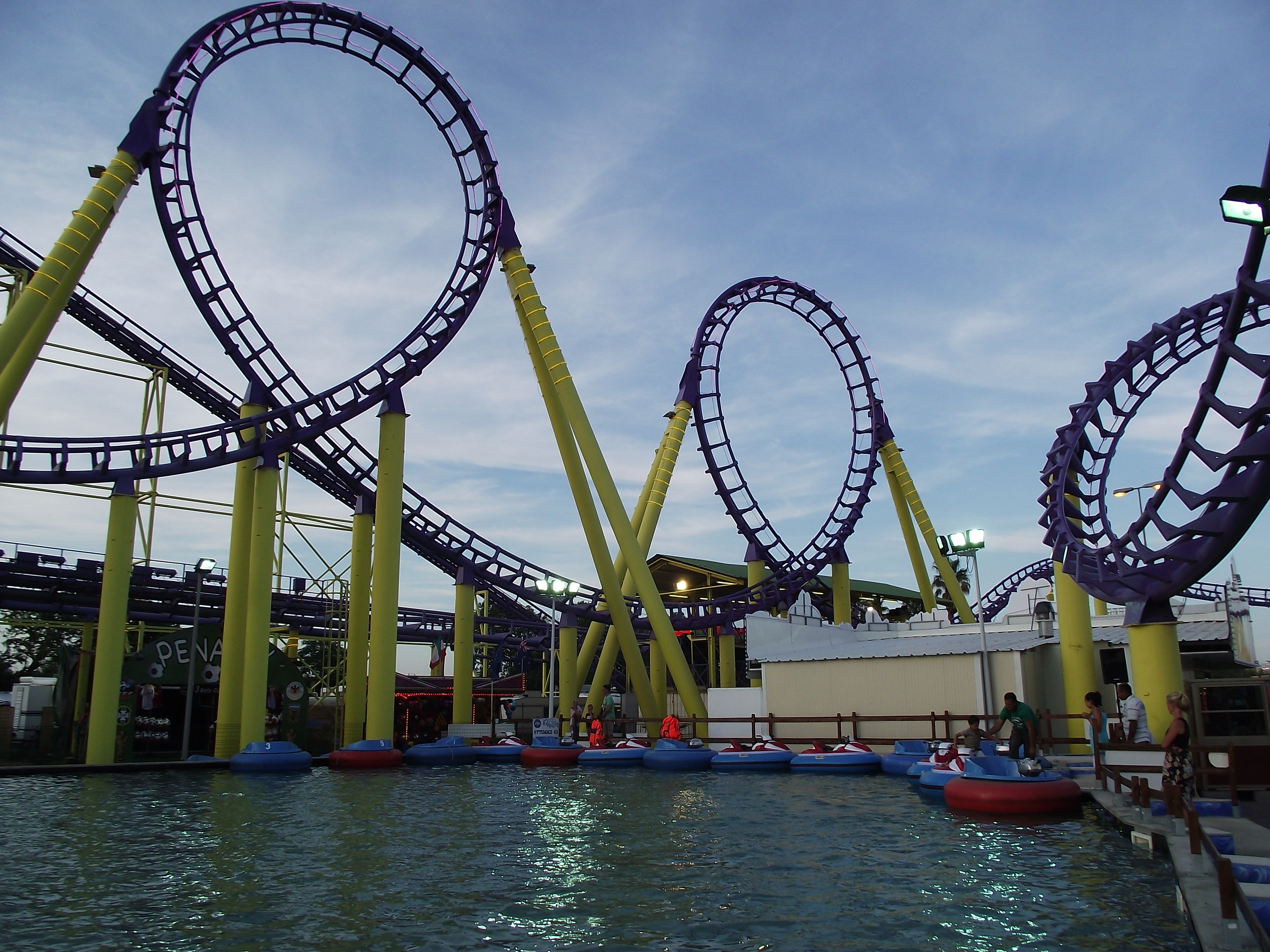
Euroloop à Europark

#### Nouveautés
| Nom                           | Type / Modèle                                | Constructeur                 | Parc                            | Pays           |
| ----------------------------- | -------------------------------------------- | ---------------------------- | ------------------------------- | -------------- |
| Aqua Wind                     | Wild Mouse                                   | Gerstlauer                   | Lagunasia                       | Japon          |
| Avalanche                     | Bois                                         | S&S Worldwide                | Timber Falls Adventure Park     | États-Unis     |
| Booster Bike                  | Motorbike                                    | Vekoma                       | Toverland                       | Pays-Bas       |
| Coastersaurus                 | Junior                                       | Gerstlauer                   | Legoland California             | États-Unis     |
| Crazy Mouse                   | Wild Mouse tournoyante                       | Reverchon                    | DelGrosso's Amusement Park (en) | États-Unis     |
| Dæmonen                       | Sans sol                                     | Bolliger & Mabillard         | Jardins de Tivoli               | Danemark       |
| Dive to Atlantis              | Aquatique                                    | E&F Miler Industries         | Mt. Olympus Water & Theme Park  | États-Unis     |
| Draak                         | E-Powered                                    | Mack Rides                   | Plopsaland De Panne             | Belgique       |
| Dragon                        | E-Powered                                    |                              | Dreamland Margate               | Royaume-Uni    |
| Dragon's Fury                 | Tournoyant/Xtended SC 3000                   | Maurer Rides                 | Chessington World of Adventures | Royaume-Uni    |
| Eden Rail                     | Assises                                      | S.D.C.                       | Magic Park Land                 | France         |
| Fairly Odd Coaster            | Tournoyant                                   | Gerstlauer                   | Nickelodeon Universe            | États-Unis     |
| Falken                        | Bois                                         | S&S Worldwide                | Fårup Sommerland                | Danemark       |
| Fiesta Express                | Wild Mouse                                   | Zamperla                     | Cypress Gardens Adventure Park  | États-Unis     |
| Gauntlet                      | Inversée/SLC                                 | Vekoma                       | Magic Springs and Crystal Falls | États-Unis     |
| Green Dragon                  | Assises                                      | WGH Transportation           | GreenWood Forest Park           | Royaume-Uni    |
| Half Pipe                     | Navette/Half Pipe Coaster                    | Intamin                      | Six Flags Elitch Gardens        | États-Unis     |
| Heiße Fahrt (Die)             | Assises/Bobsled Coaster                      | Gerstlauer                   | Wild- und Freizeitpark Klotten  | Allemagne      |
| Hell Cat                      | Bois                                         | S&S Worldwide                | Clementon Amusement Park (en)   | États-Unis     |
| Journey to Atlantis           | Aquatique                                    | Mack Rides                   | SeaWorld San Diego              | États-Unis     |
| Jozi Express                  | Junior/Force                                 | Zierer                       | Gold Reef City                  | Afrique du Sud |
| Jungle Coaster                | Wild Mouse                                   | Mack Rides                   | Legoland Windsor                | Royaume-Uni    |
| Kettle Creek Mine             | Assises                                      | Miler Coaster                | Playland                        | Canada         |
| Lightning                     | Inversées/Batman                             | Bolliger & Mabillard         | Kuwait Entertainment City (en)  | Koweït         |
| Mini Mouse Cartoon            | Wild Mouse junior                            | Zamperla                     | Parc Saint-Paul                 | France         |
| Okeechobee Rampage            | Junior / Vekoma Junior Coaster               | Vekoma                       | Cypress Gardens Adventure Park  | États-Unis     |
| Oki Doki                      | Junior / Vekoma Junior Coaster               | Vekoma                       | Bobbejaanland                   | Belgique       |
| Ragin' Cajun                  | Wild Mouse tournoyante/Twister Coaster       | Zamperla                     | Six Flags Great America         | États-Unis     |
| Revenge of the Mummy          | Intérieur                                    | Premier Rides                | Universal Studios Florida       | États-Unis     |
| Revenge of the Mummy          | Intérieur                                    | Premier Rides                | Universal Studios Hollywood     | États-Unis     |
| Shamu Express                 | Junior/Force - Zero                          | Zierer                       | SeaWorld San Antonio            | États-Unis     |
| Silver Bullet                 | Inversées                                    | Bolliger & Mabillard         | Knott's Berry Farm              | États-Unis     |
| Spinball Whizzer              | Tournoyantes                                 | Maurer Rides                 | Alton Towers                    | Royaume-Uni    |
| Spinning Dragons              | Tournoyantes                                 | Gerstlauer                   | Worlds of Fun                   | États-Unis     |
| Steel Dragon                  | Tournoyantes/Xtended SC 2000                 | Maurer Rides                 | Waldameer Park                  | États-Unis     |
| Storm Runner                  | Lancées                                      | Intamin                      | Hersheypark                     | États-Unis     |
| Super Flight                  | Volante                                      | Zamperla                     | Playland                        | États-Unis     |
| Superman el Último Escape     | Hyper montagnes russes Méga montagnes russes | Chance Morgan                | Six Flags México                | Mexique        |
| Swamp Thing                   | Inversées                                    | Vekoma                       | Cypress Gardens Adventure Park  | États-Unis     |
| Thunderhead                   | Bois                                         | Great Coasters International | Dollywood                       | États-Unis     |
| Tomb Raider: The Ride         | Volante                                      | Zamperla                     | Paramount Canada's Wonderland   | Canada         |
| Train de Mine                 | Assises                                      | Soquet                       | Parc du Bocasse                 | France         |
| Triple Hurricane              | Bois                                         | Martin & Vleminckx Group     | Cypress Gardens Adventure Park  | États-Unis     |
| Tulireki                      | Assises/e-Motion Coaster                     | Mack Rides                   | Linnanmäki                      | Finlande       |
| Typhoon                       | Euro-Fighter                                 | Gerstlauer                   | Bobbejaanland                   | Belgique       |
| Volare                        | Volante                                      | Zamperla                     | Prater de Vienne                | Autriche       |
| Wile E. Coyote Canyon Blaster | Assises                                      | Chance Morgan                | Six Flags Over Georgia          | États-Unis     |

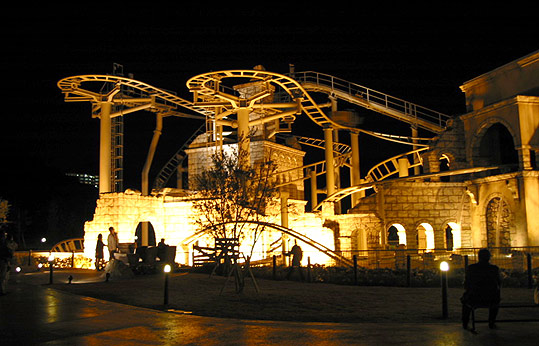
Aqua Wind à Lagunasia
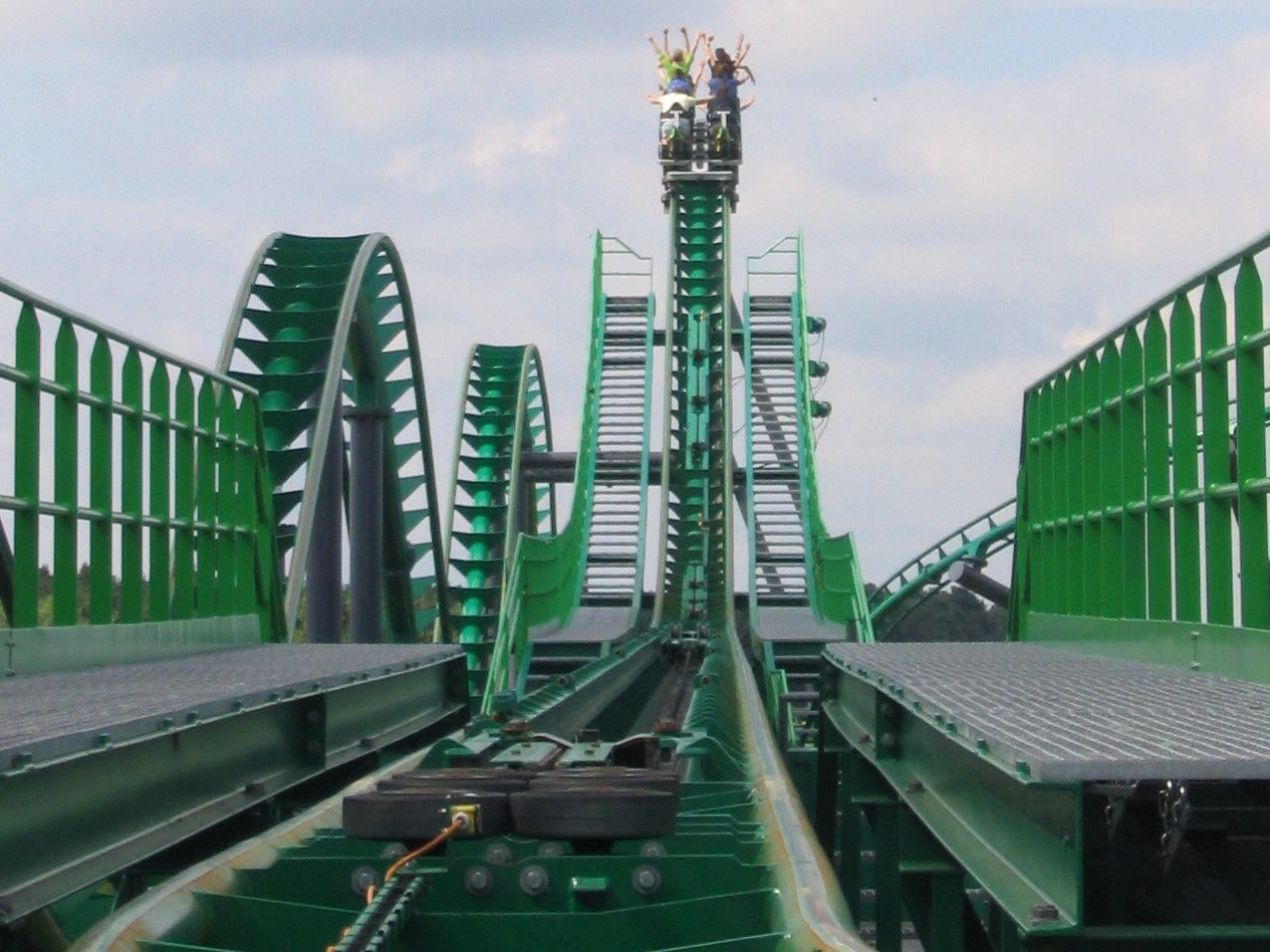
Booster Bike à Toverland
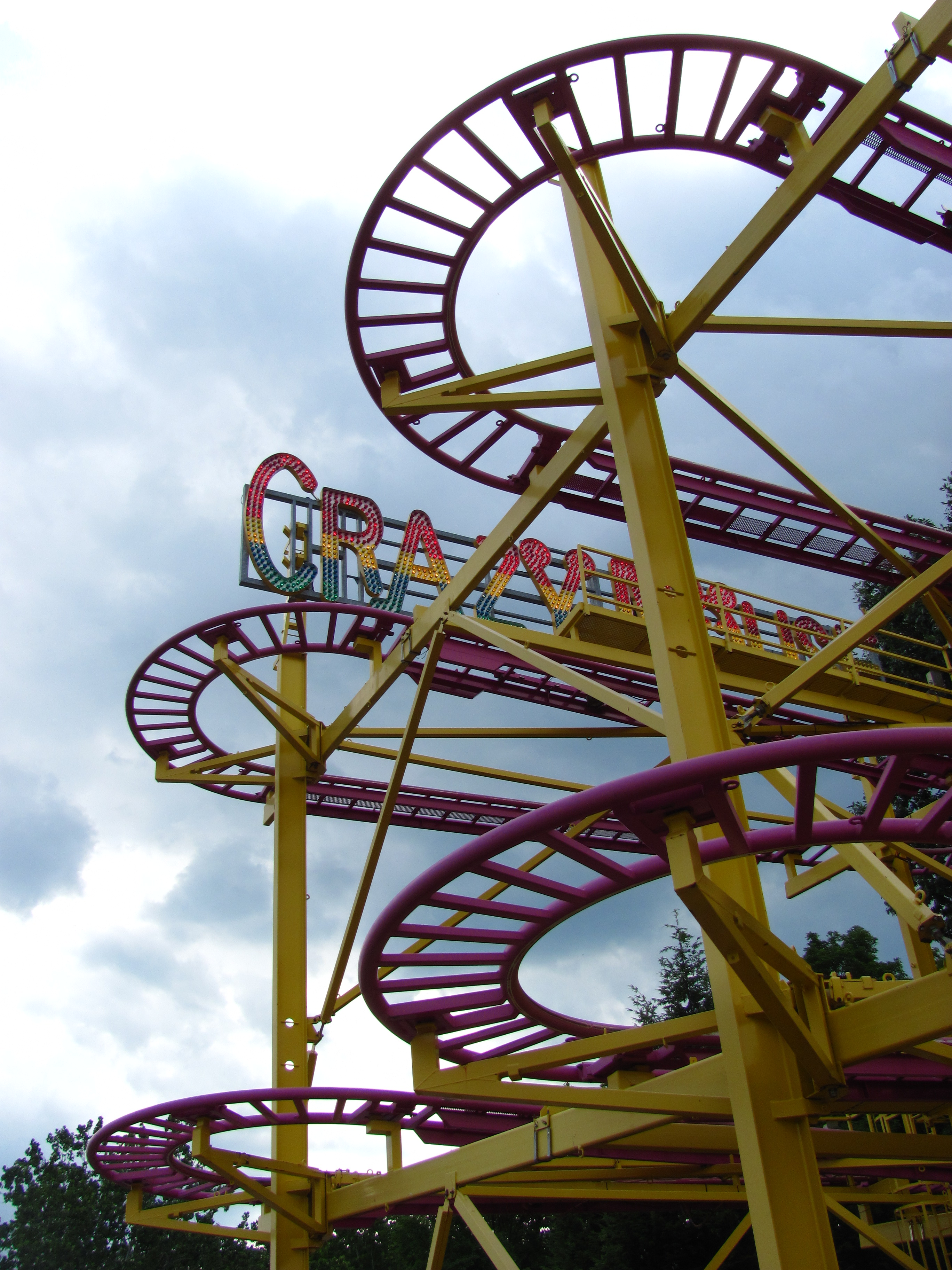
Crazy Mouse à DelGrosso's Amusement Park
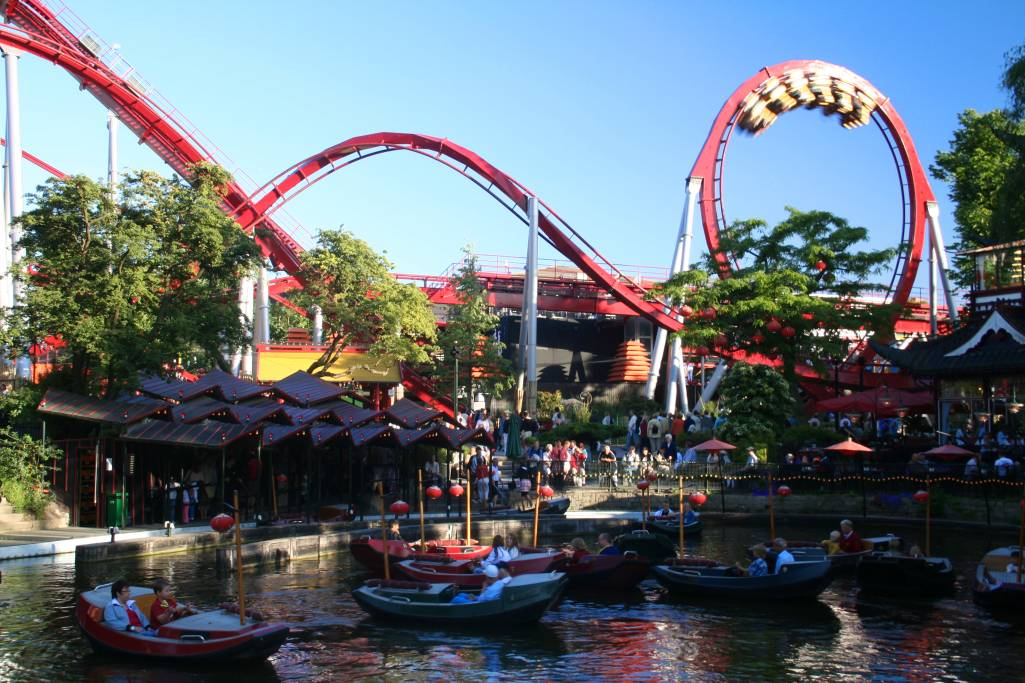
Dæmonen aux Jardins de Tivoli
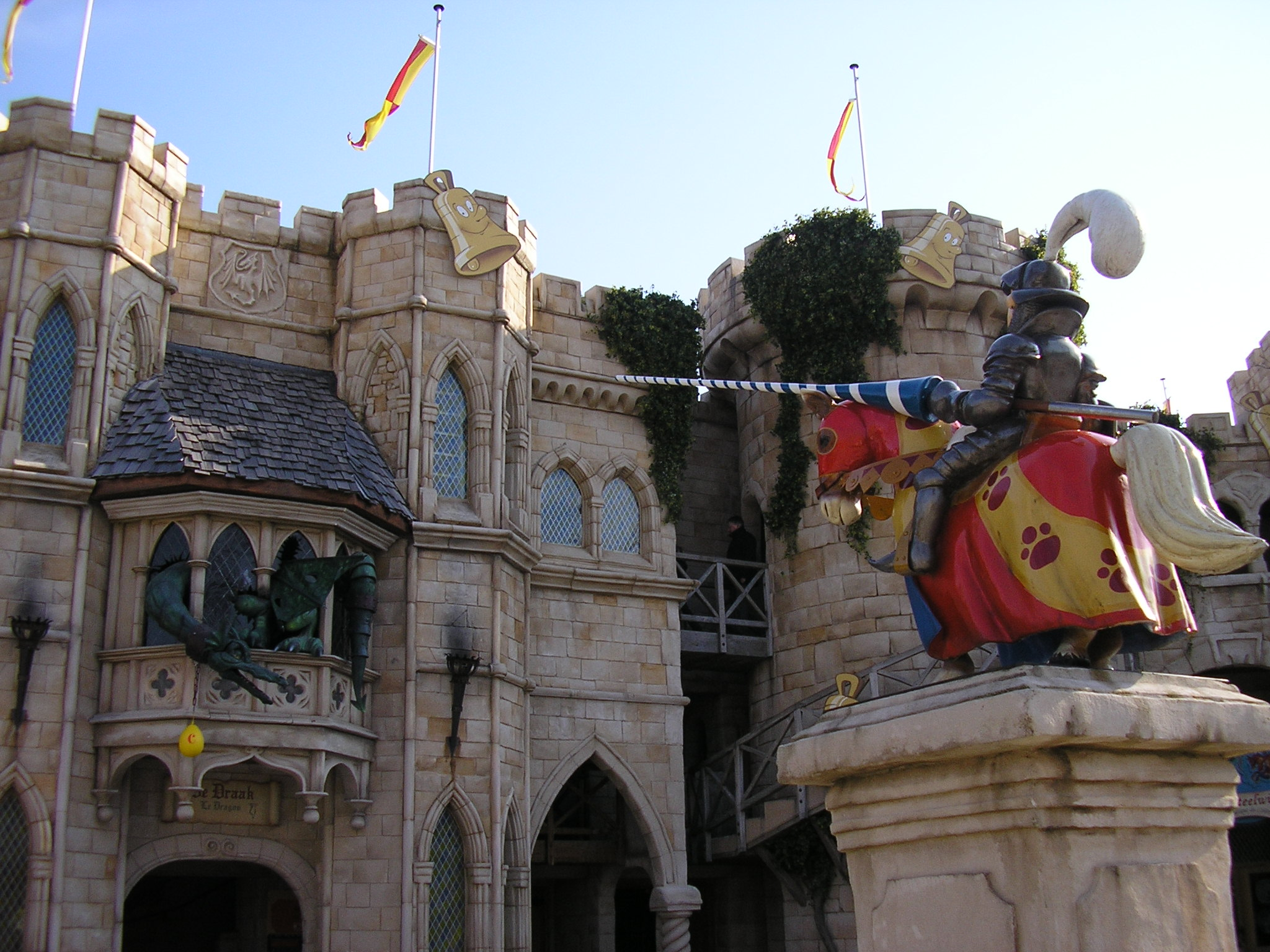
Draak à Plopsaland De Panne
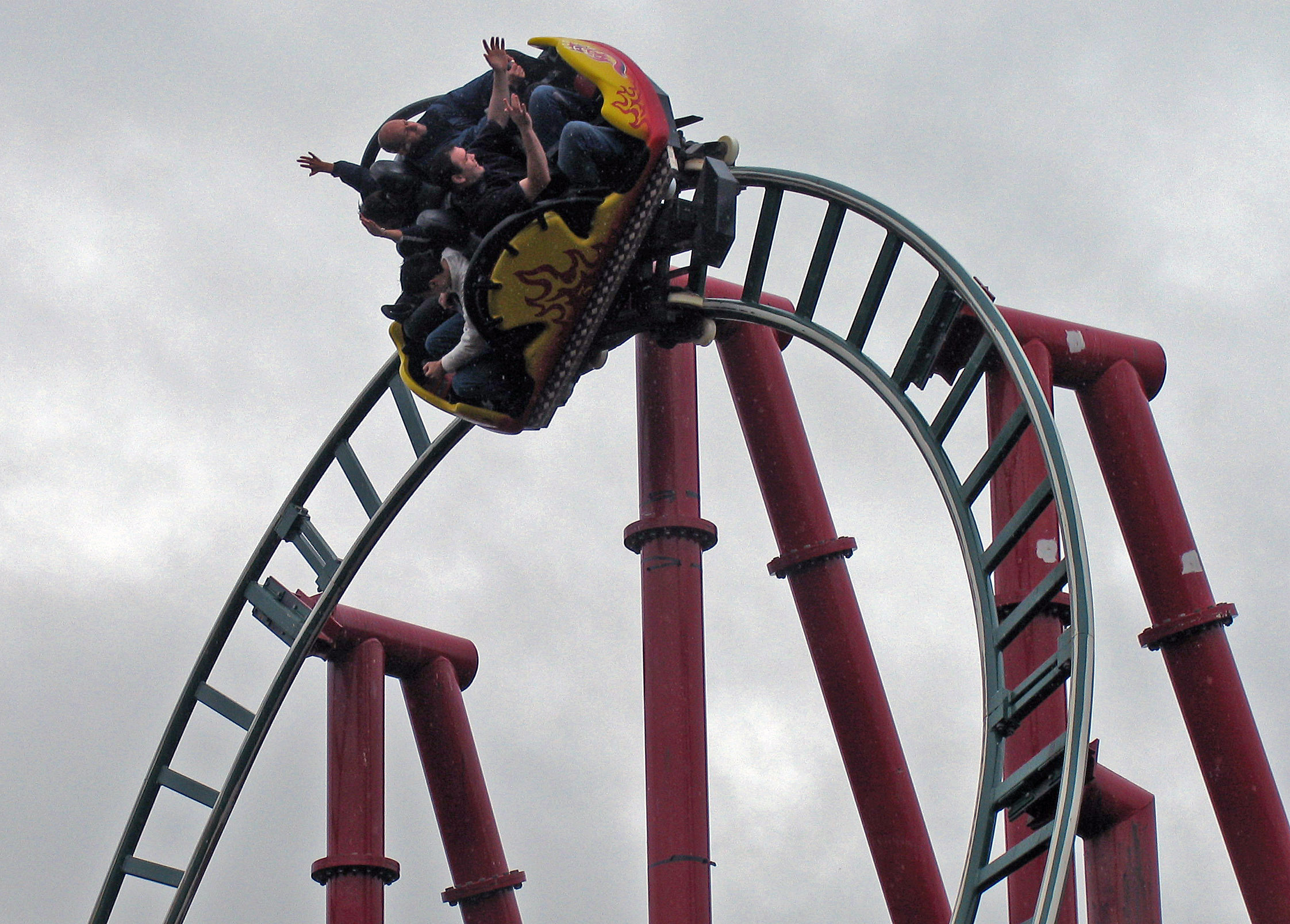
Dragon's Fury à Chessington World of Adventures
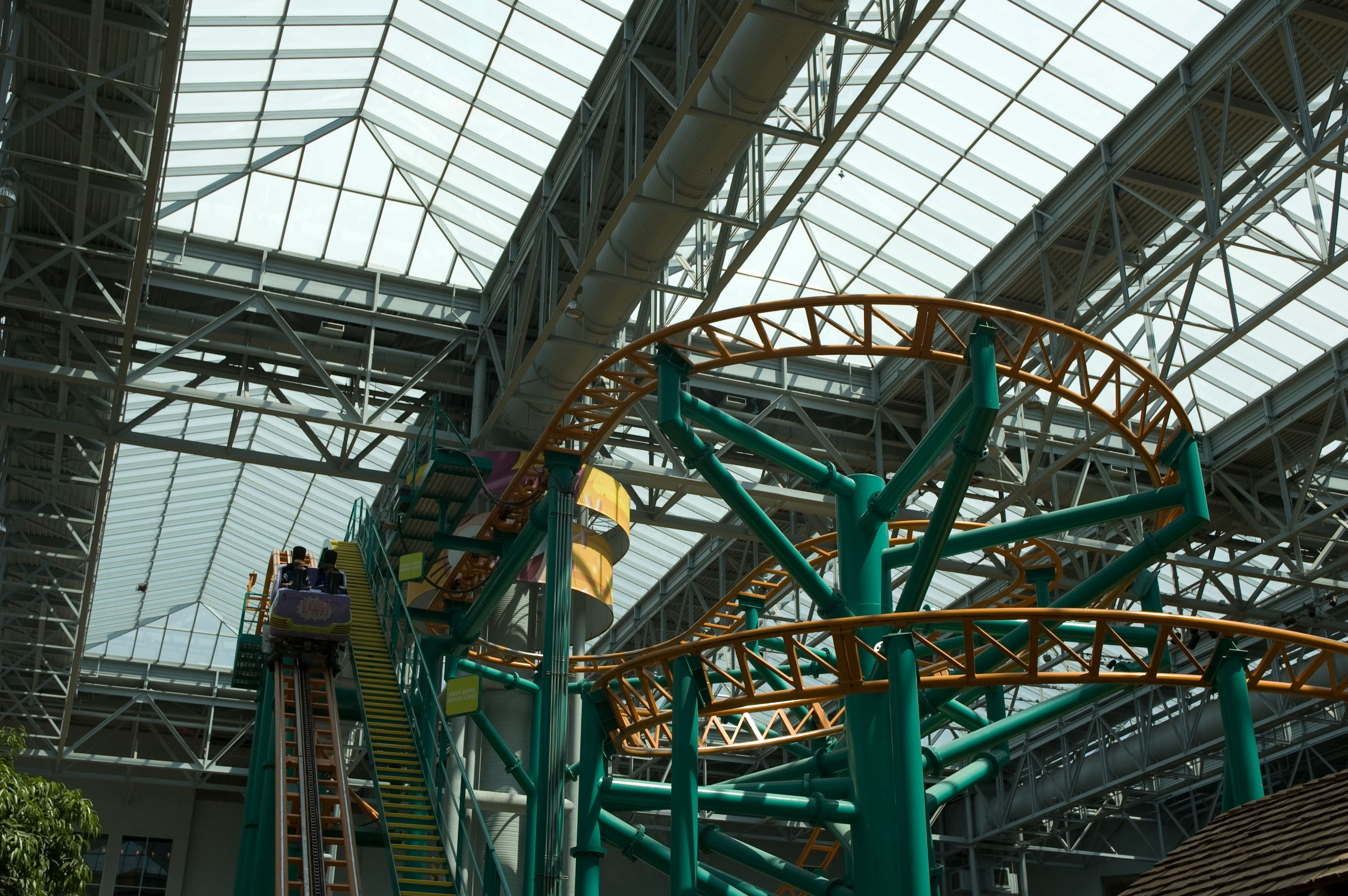
Fairly Odd Coaster à Nickelodeon Universe
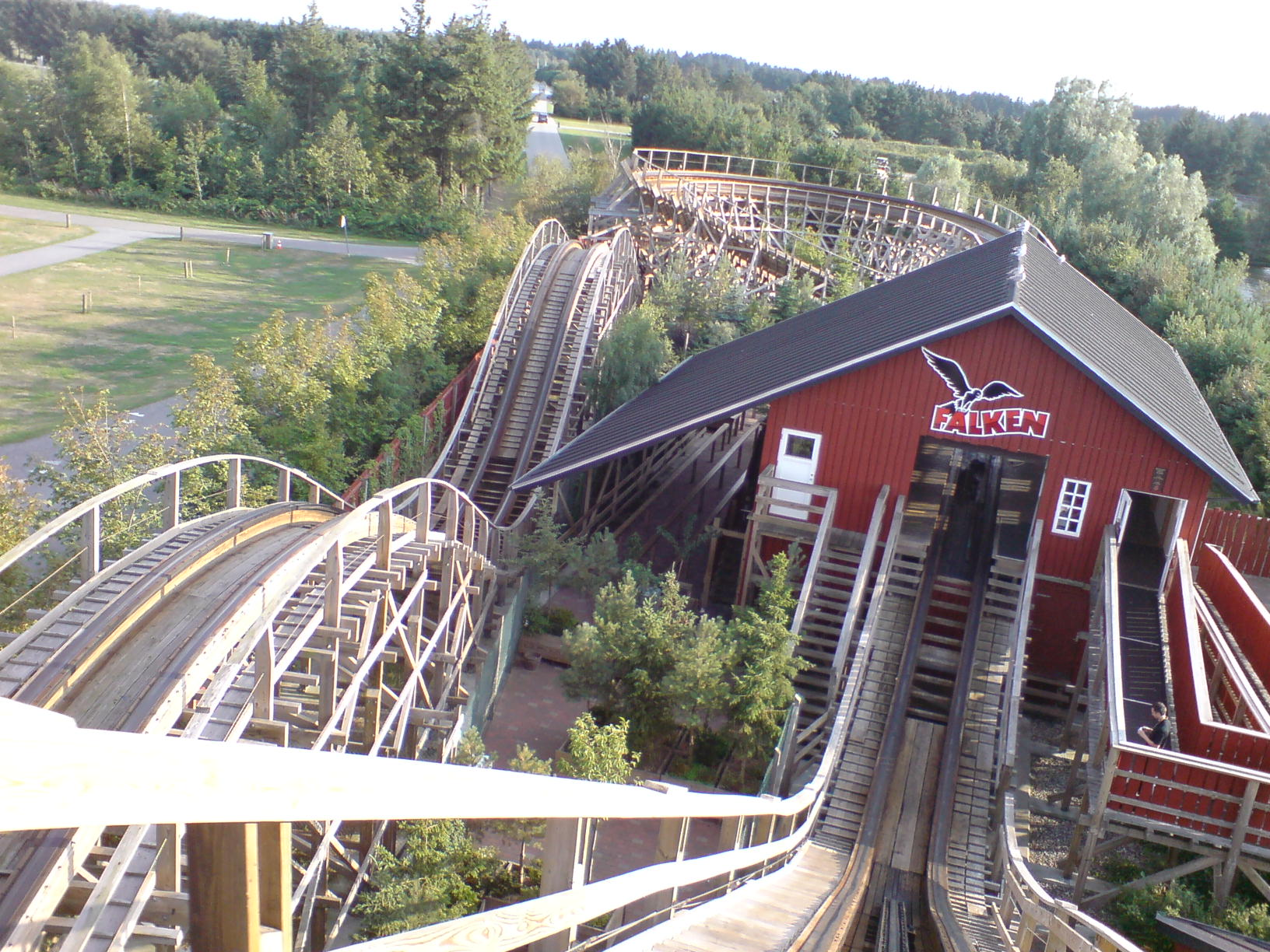
Falken à Fårup Sommerland
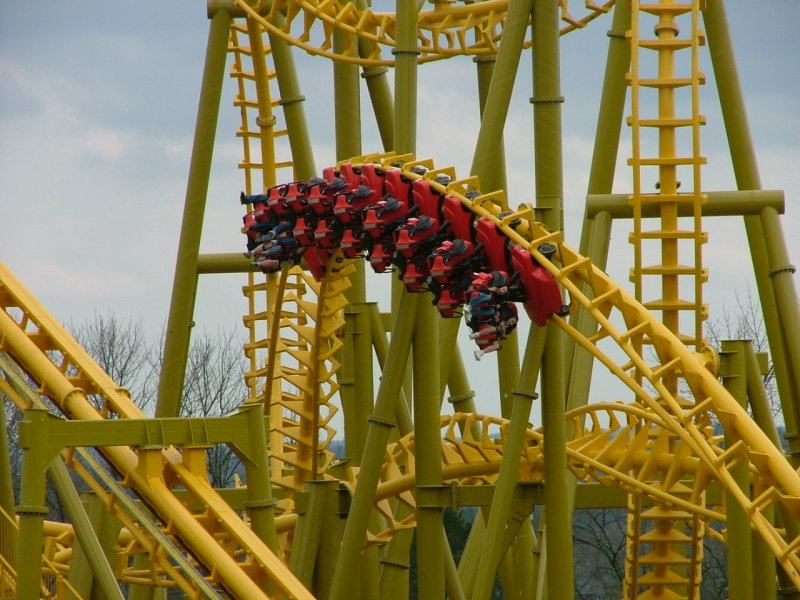
Gauntlet à Magic Springs and Crystal Falls
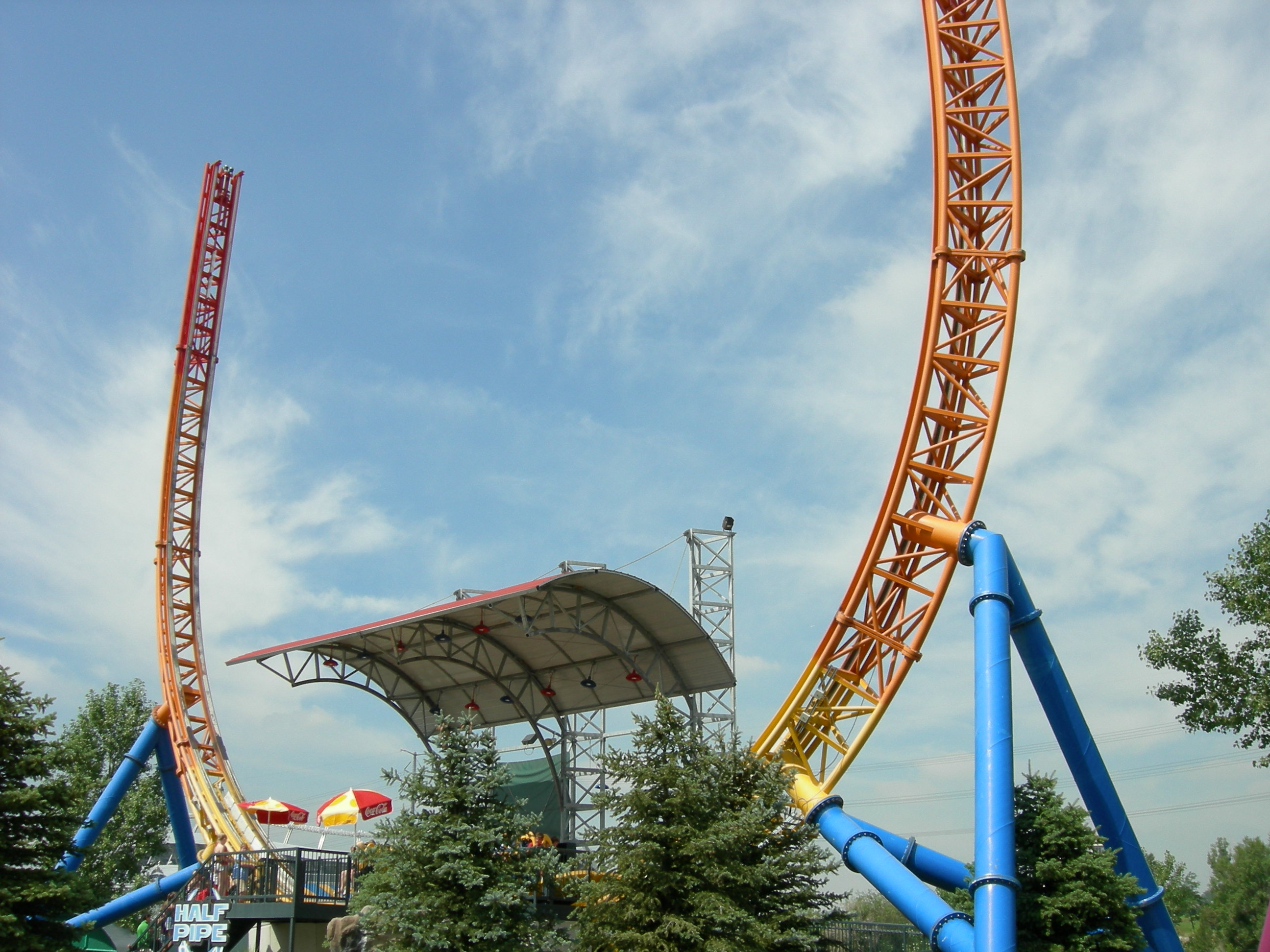
Half Pipe à Six Flags Elitch Gardens
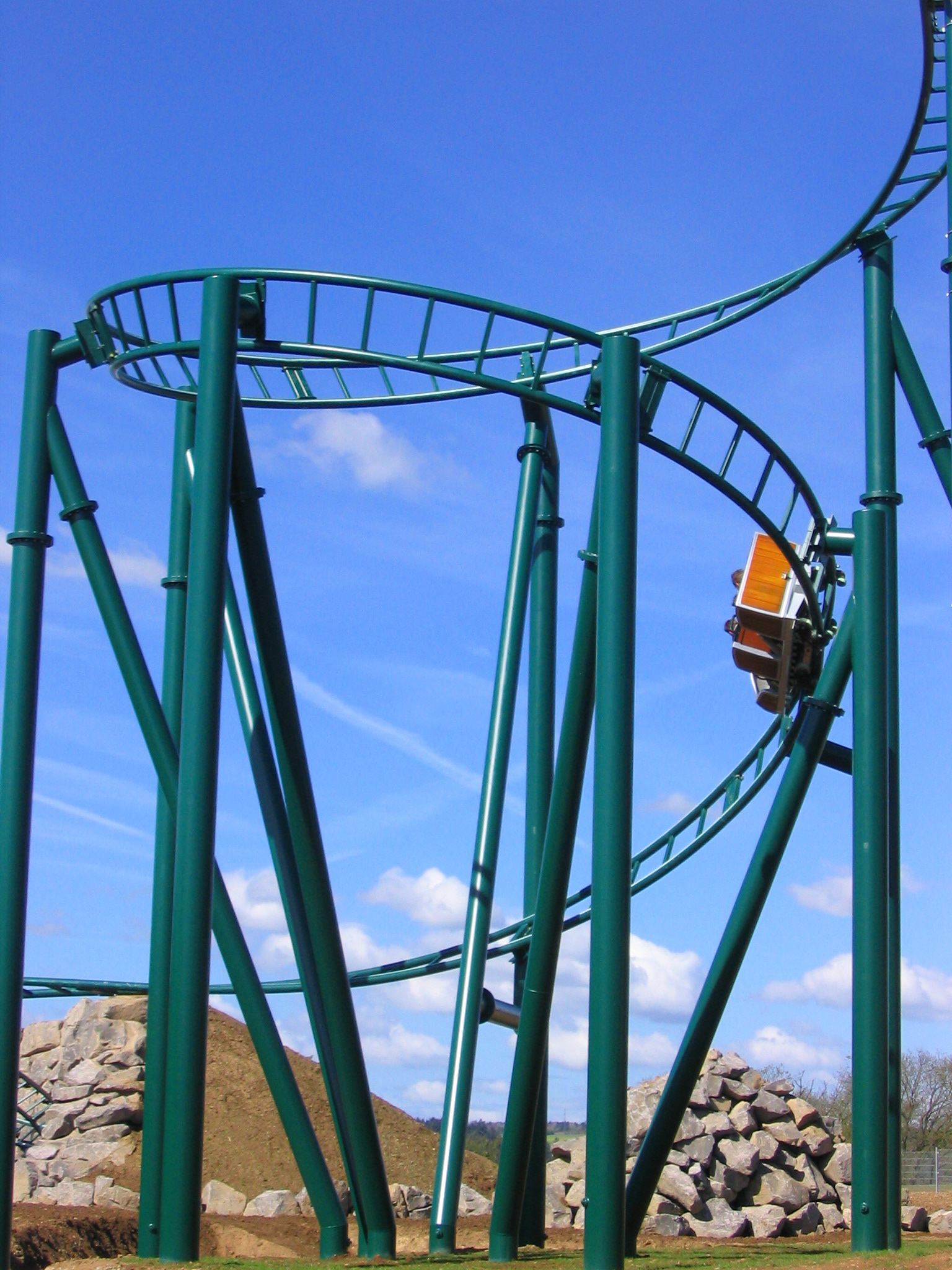
Heiße Fahrt (Die) à Wild- und Freizeitpark Klotten
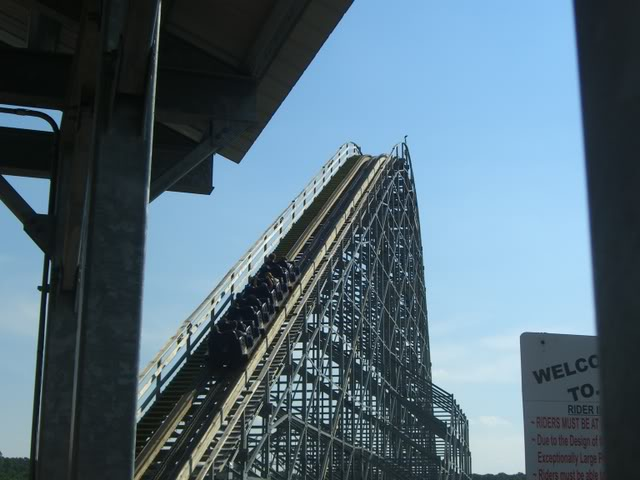
Hell Cat à Clementon Amusement Park
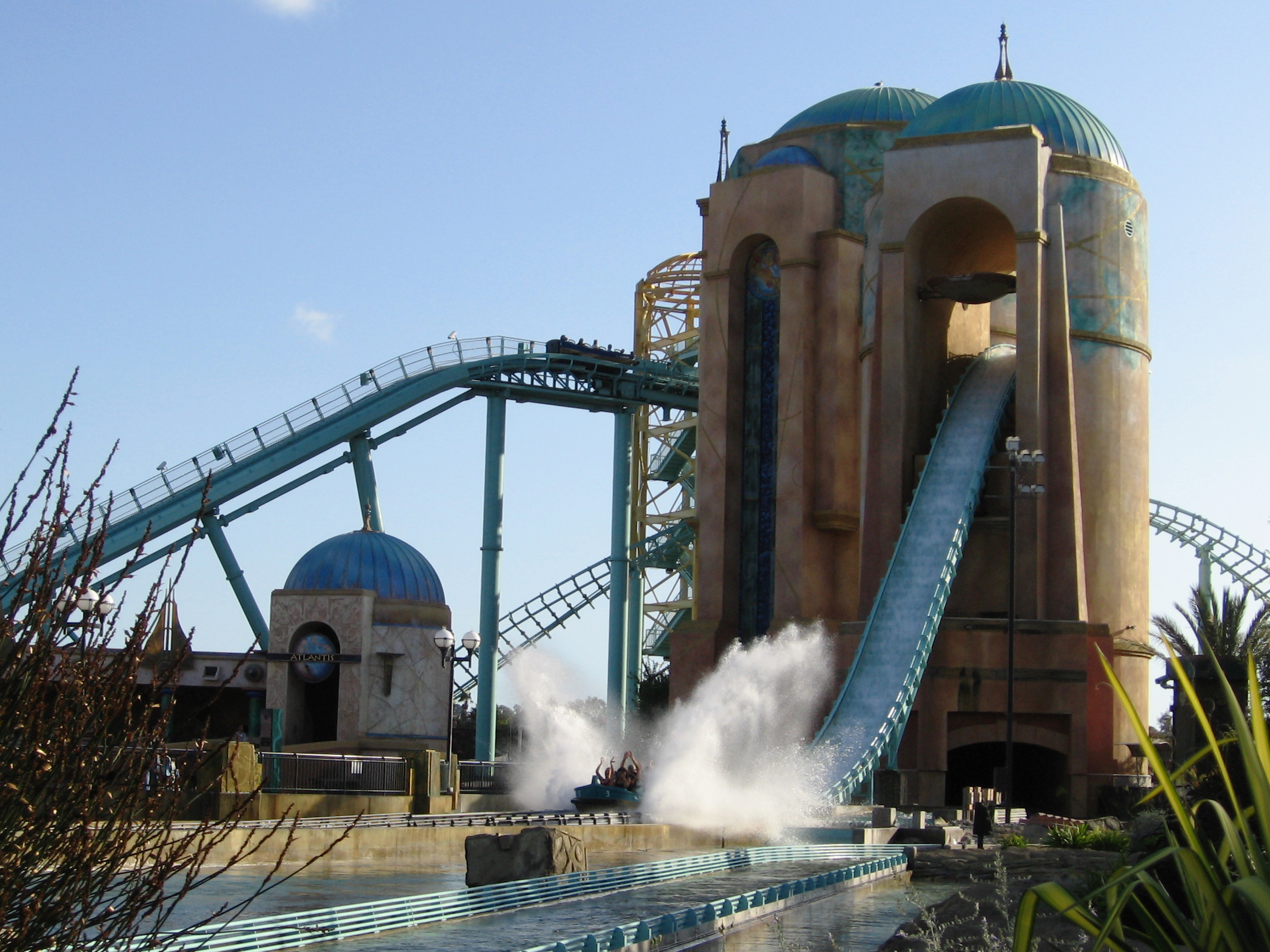
Journey to Atlantis à SeaWorld San Diego
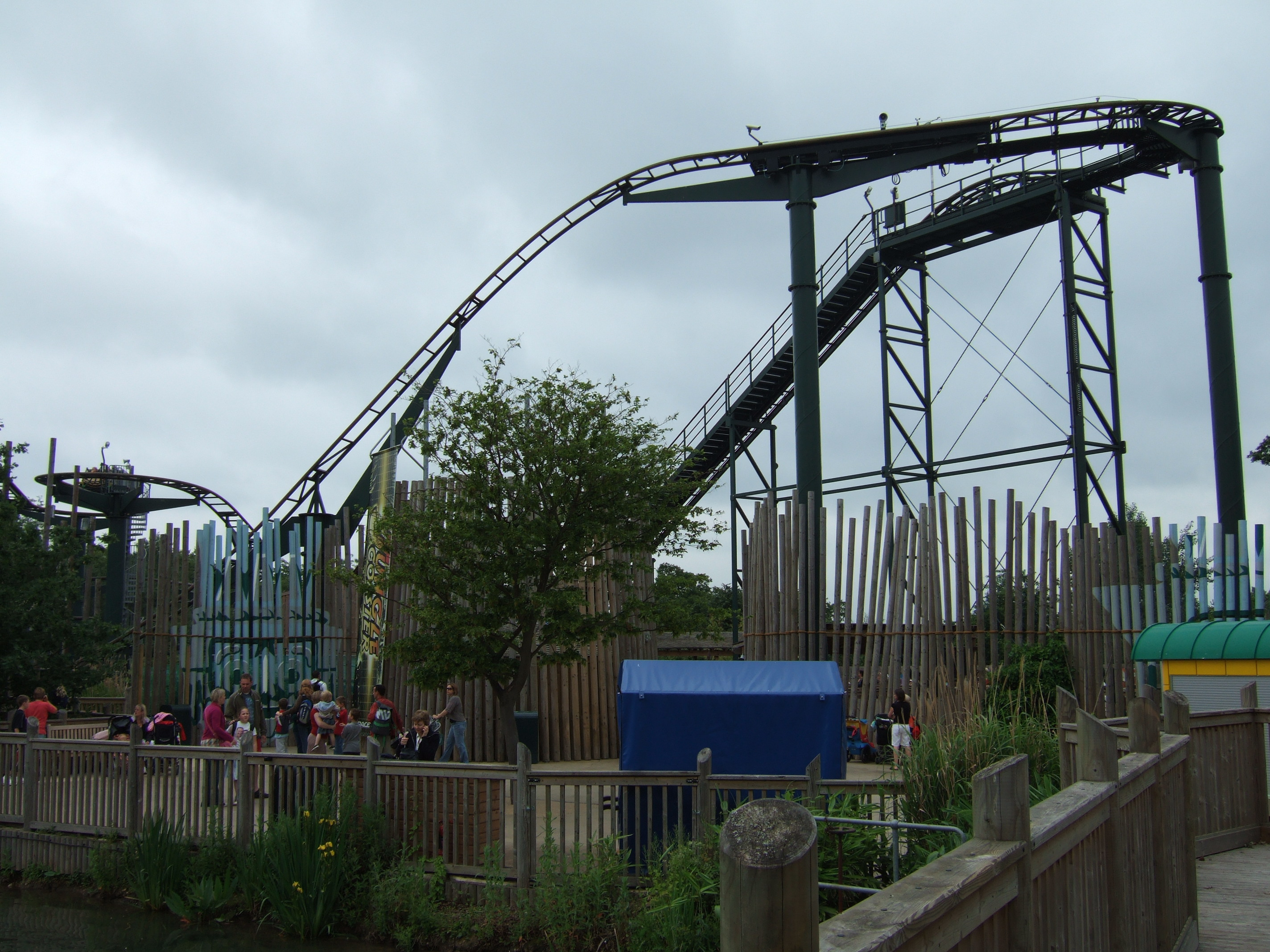
Jungle Coaster à Legoland Windsor
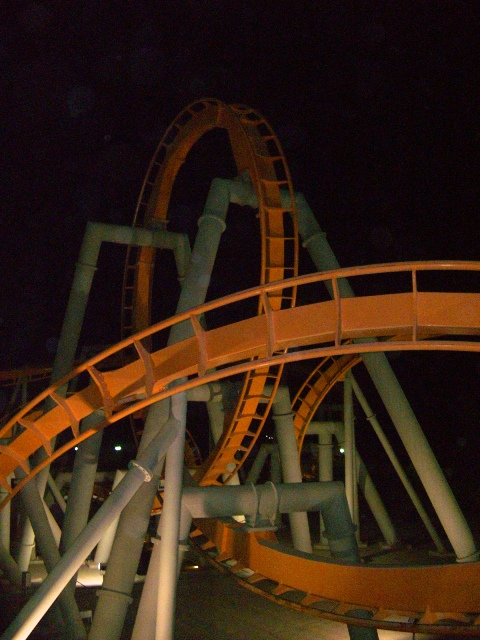
Lightning à Entertainment City
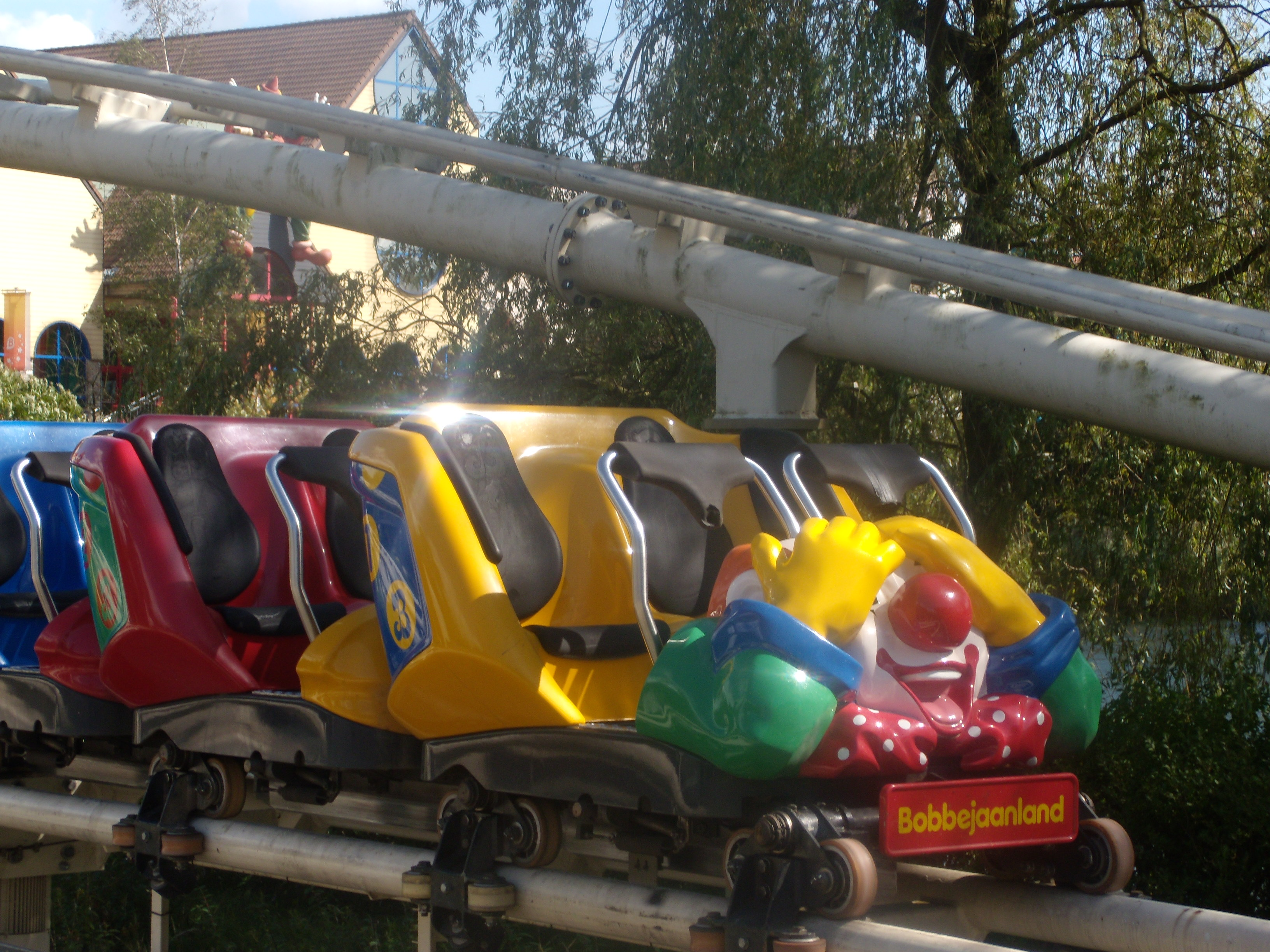
Oki Doki à Bobbejaanland
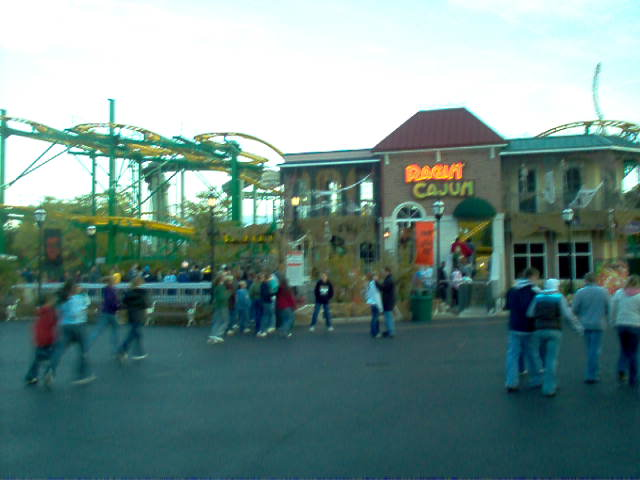
Ragin' Cajun à Six Flags Great America
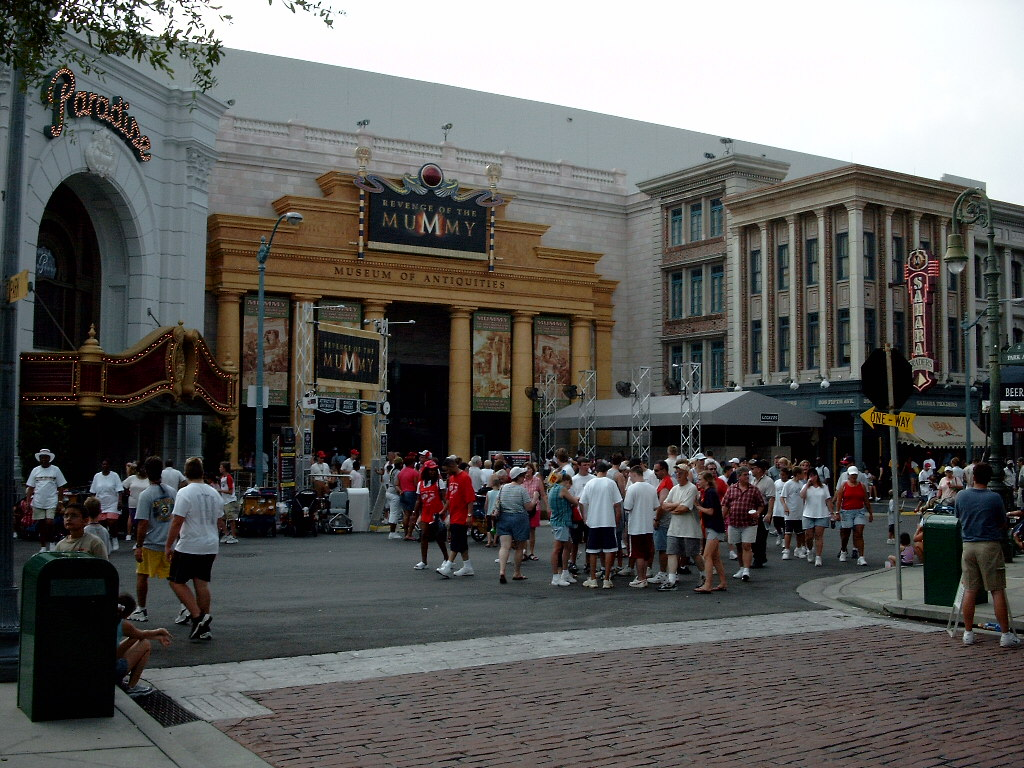
Revenge of the Mummy à Universal Studios Florida
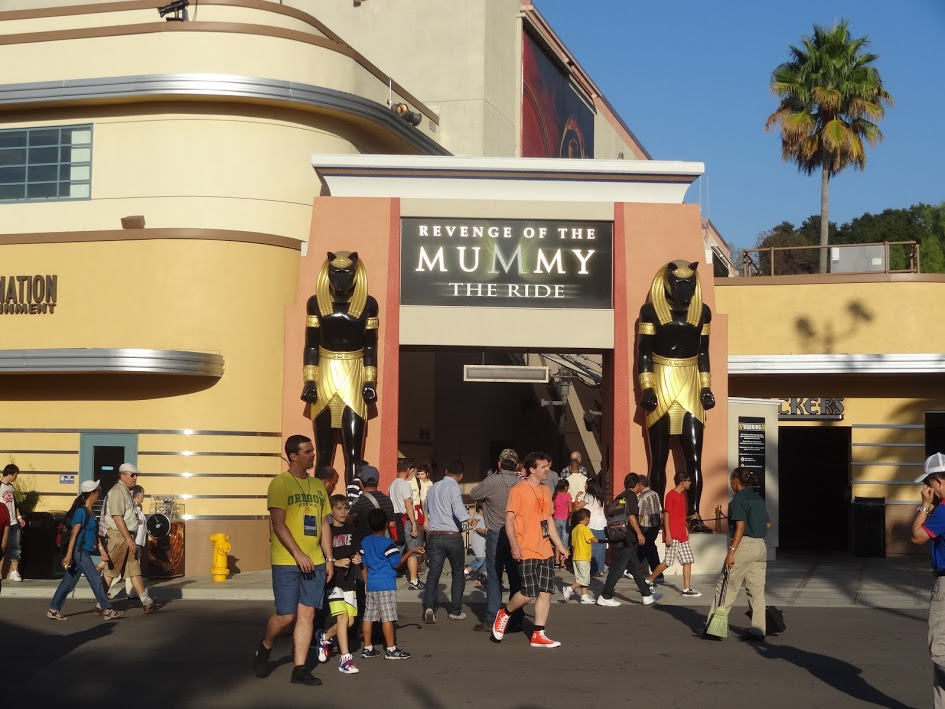
Revenge of the Mummy à Universal Studios Hollywood
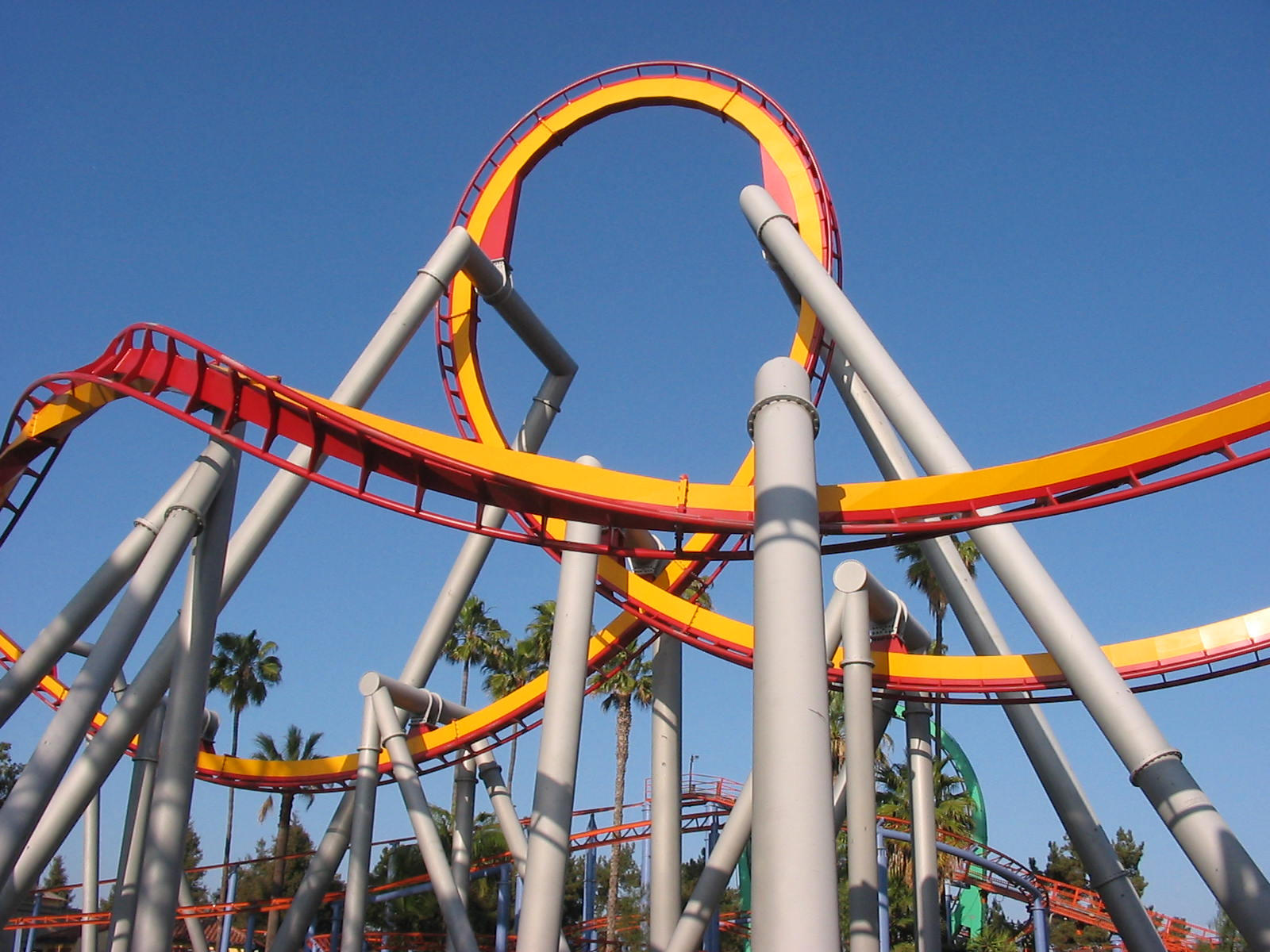
Silver Bullet à Knott's Berry Farm
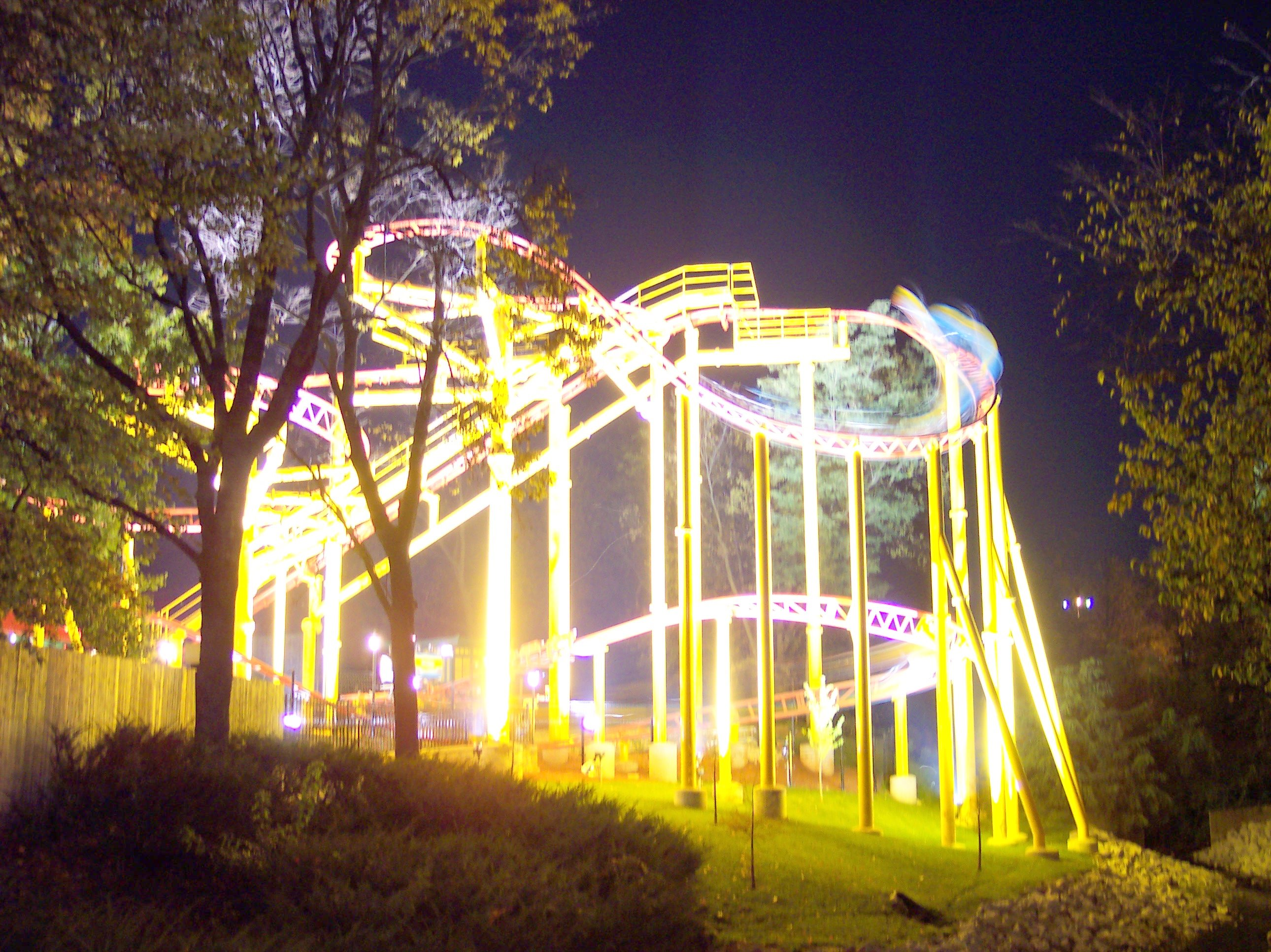
Spinning Dragons à Worlds of Fun
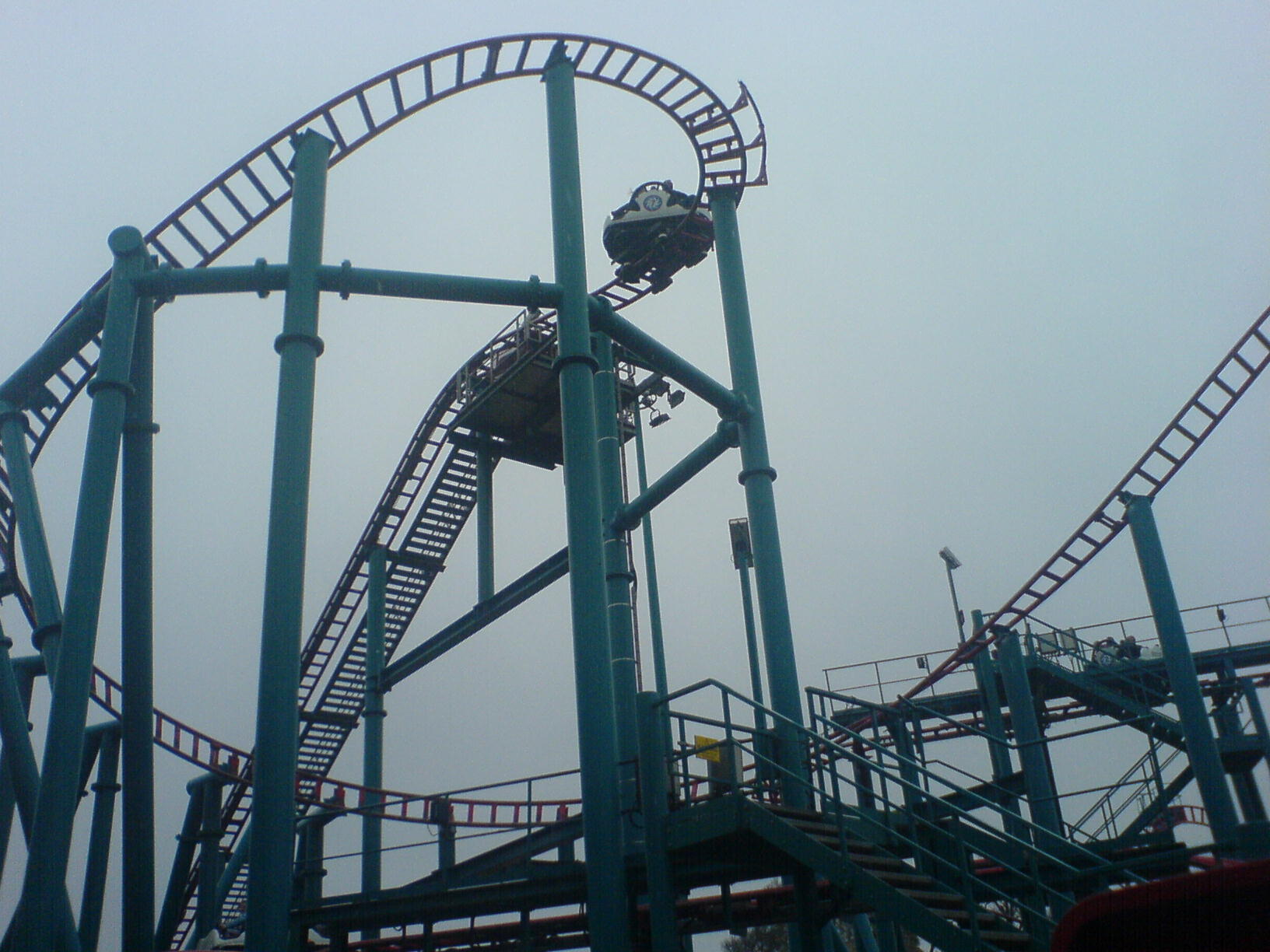
Spinball Whizzer à Alton Towers
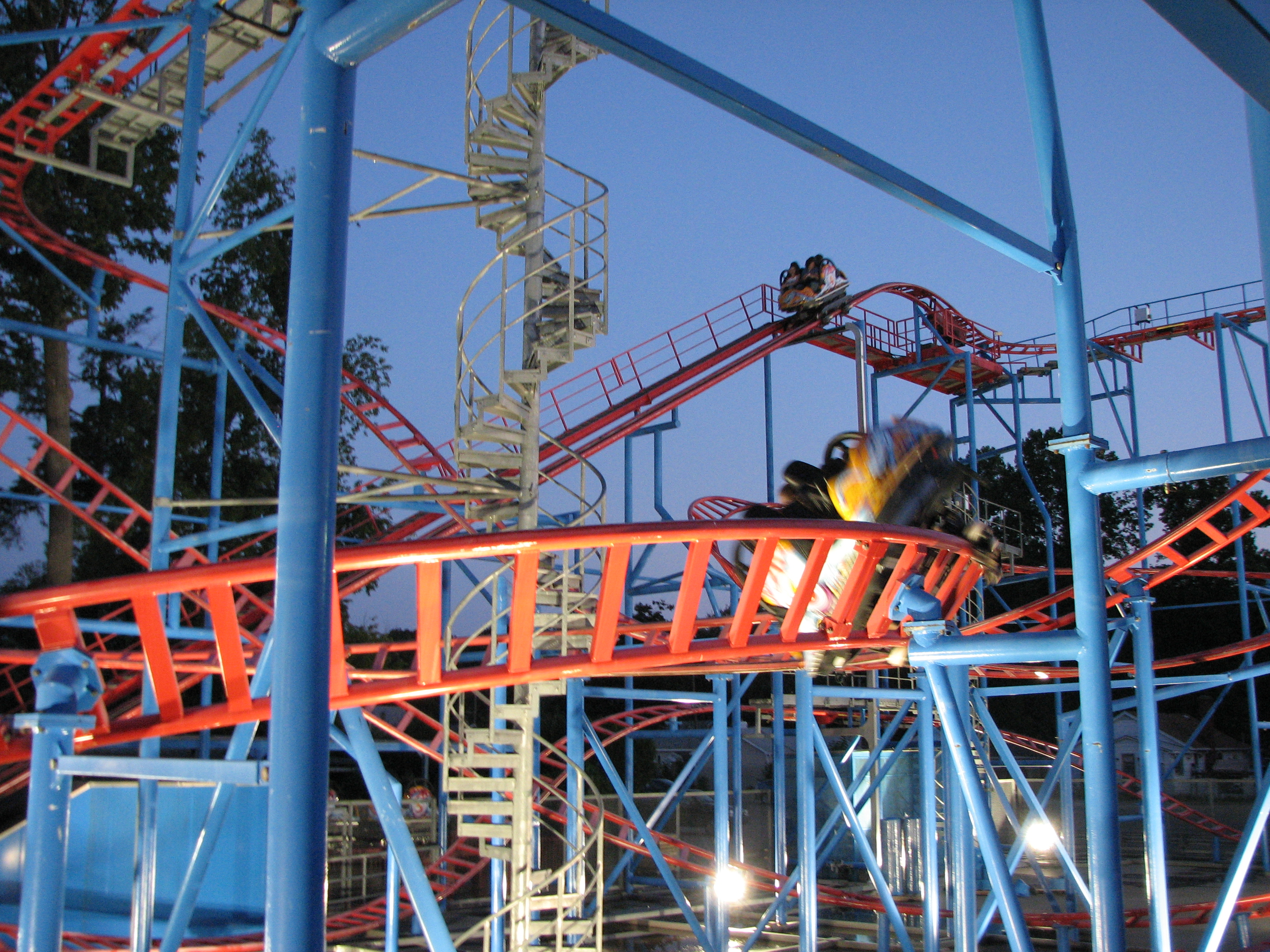
Steel Dragon à Waldameer Park
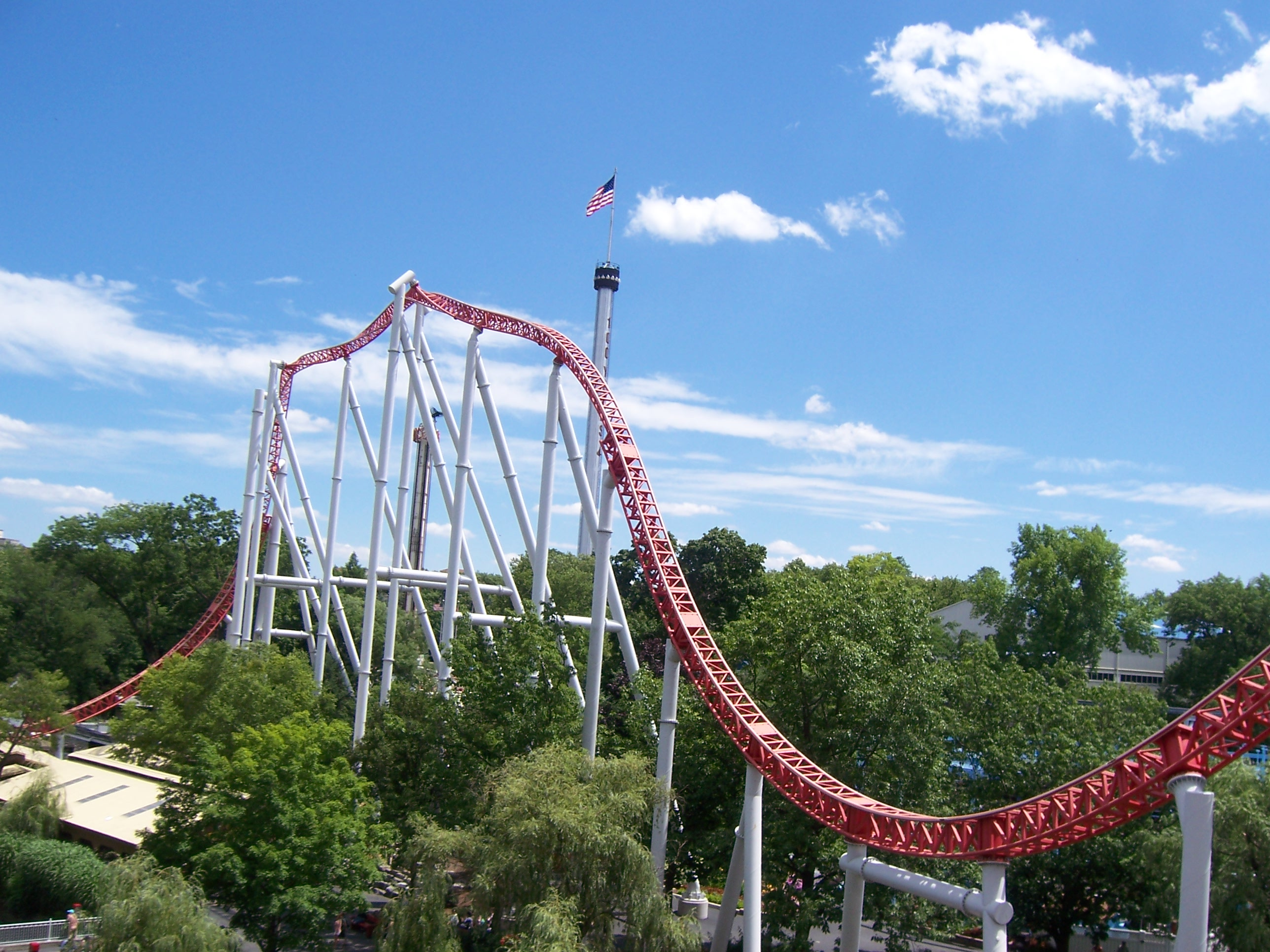
Storm Runner à Hersheypark
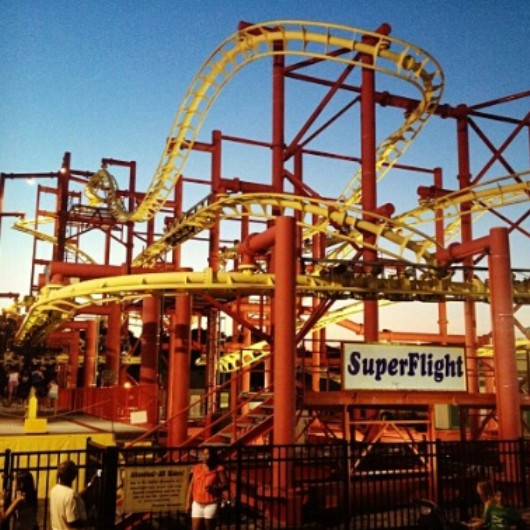
Super Flight à Playland
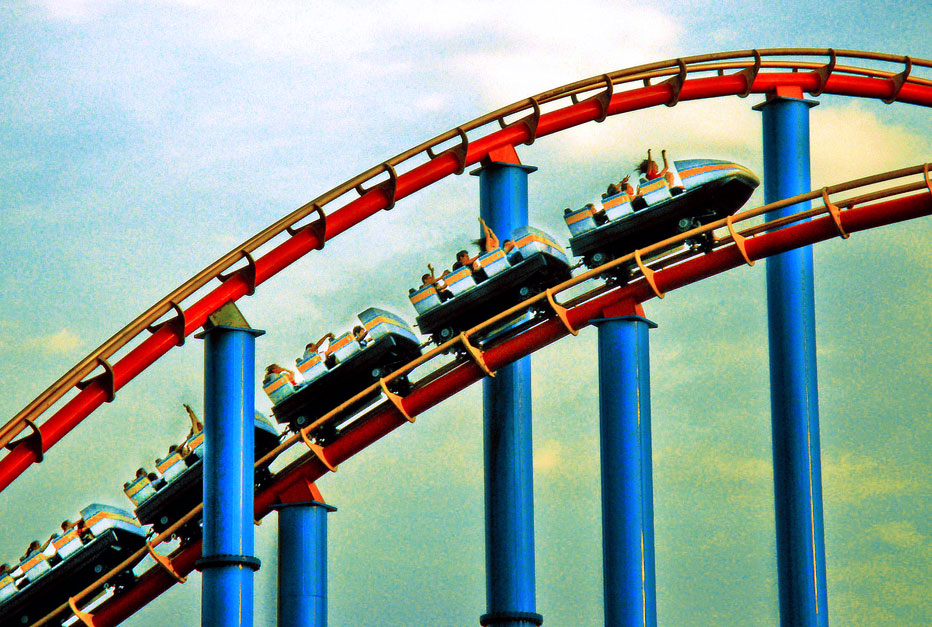
Superman el Último Escape à Six Flags México
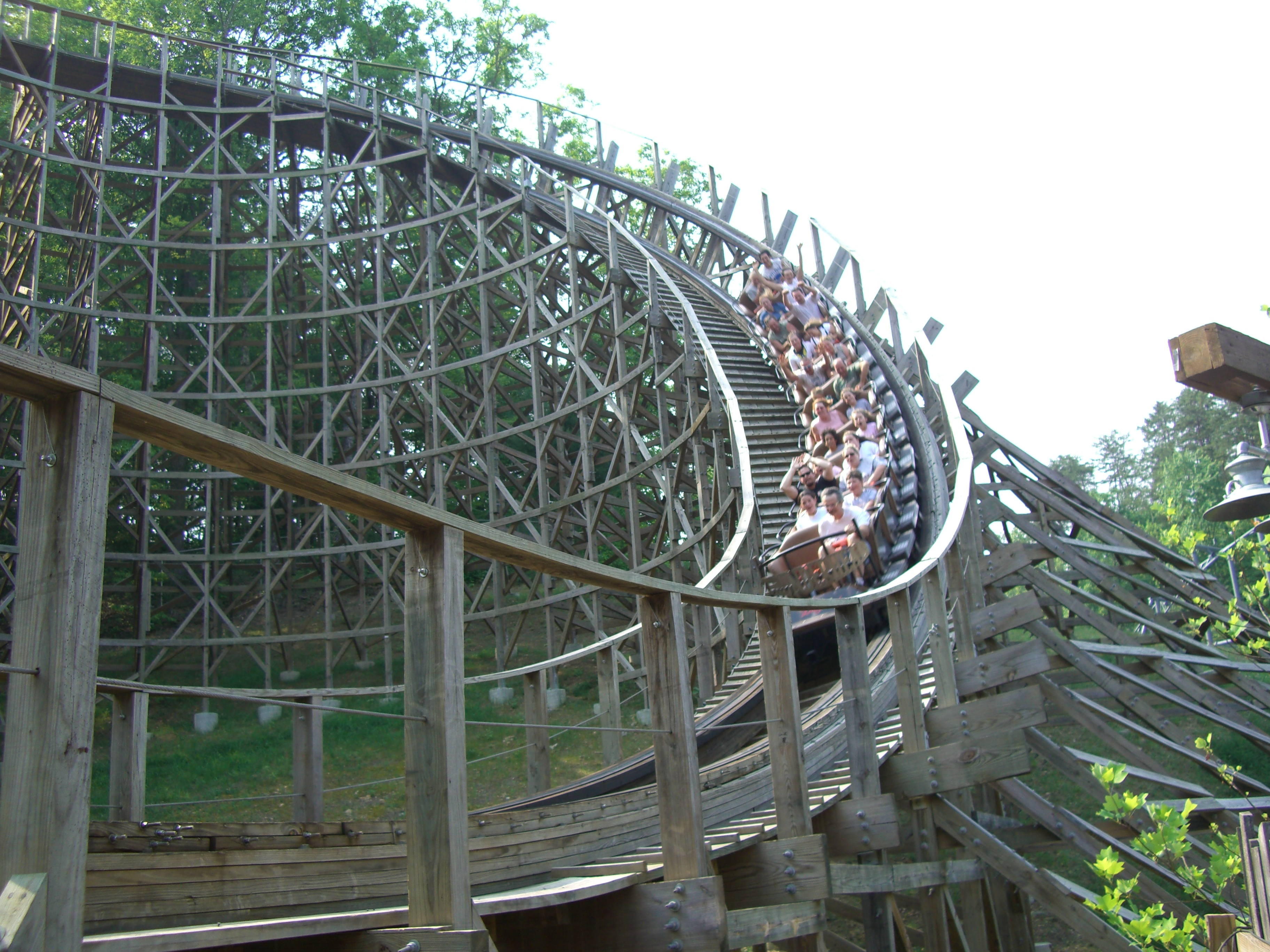
Thunderhead à Dollywood
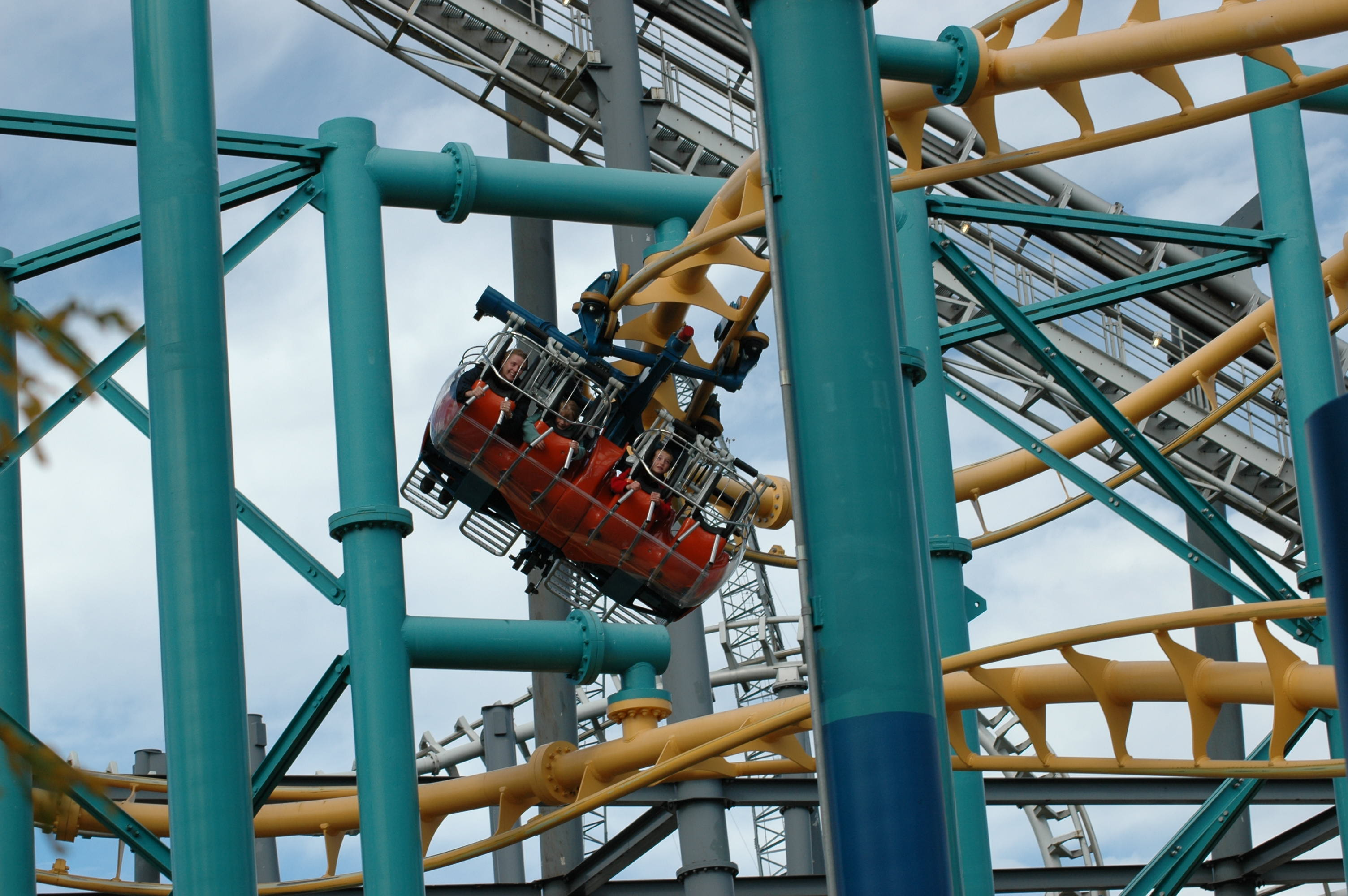
Tomb Raider: The Ride à Paramount Canada's Wonderland
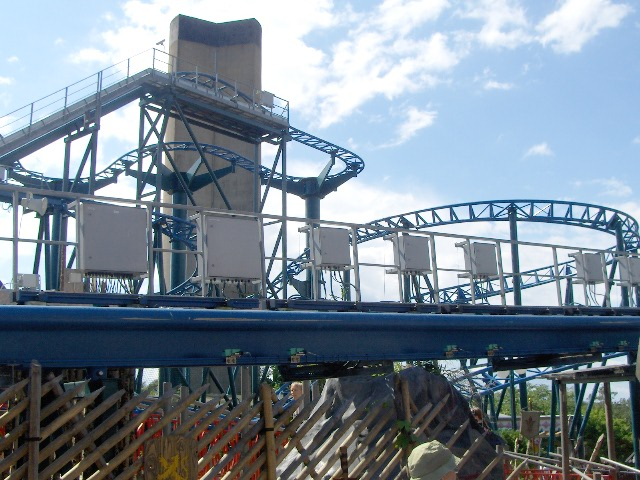
Tulireki à Linnanmäki
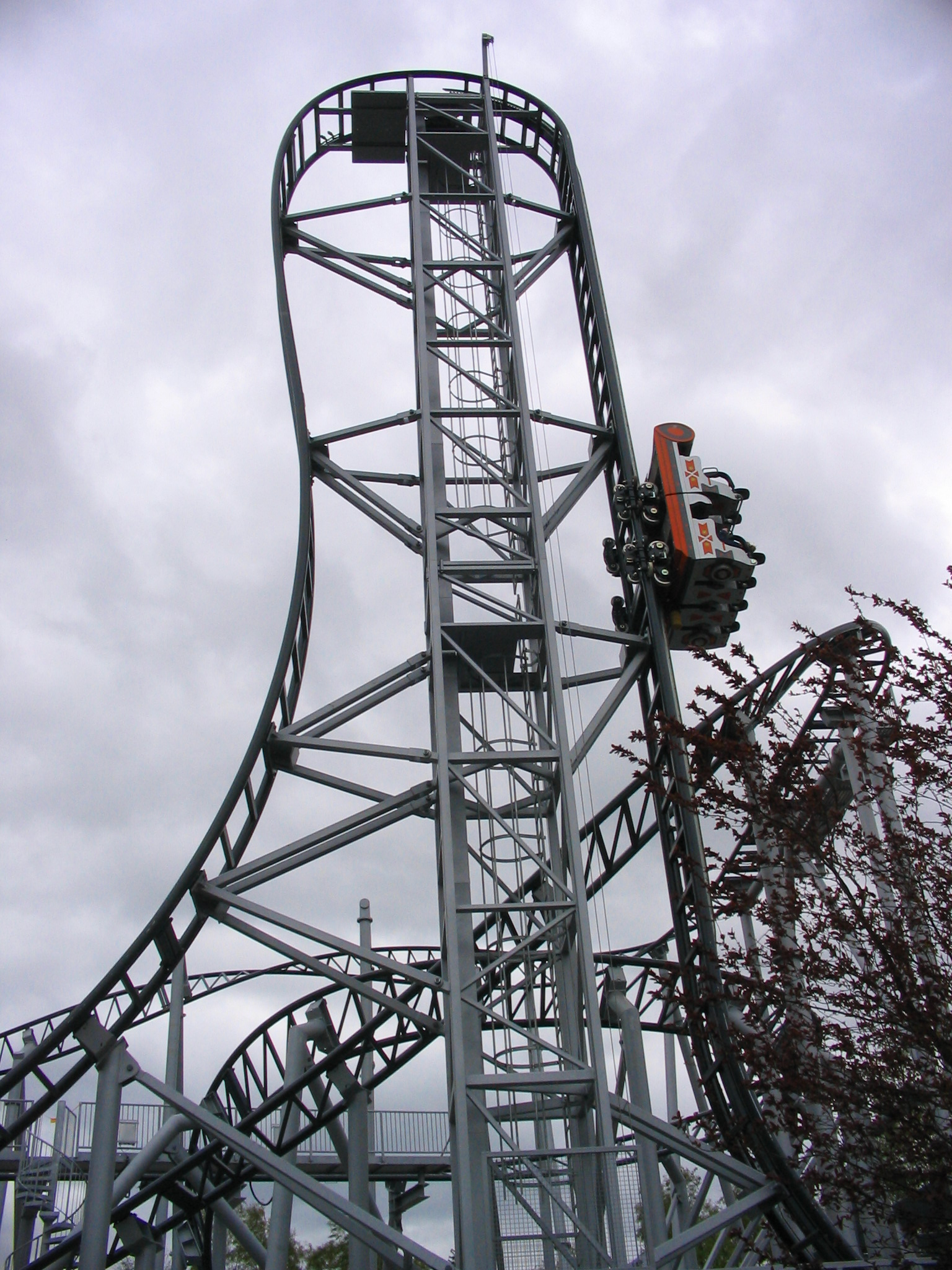
Typhoon à Bobbejaanland
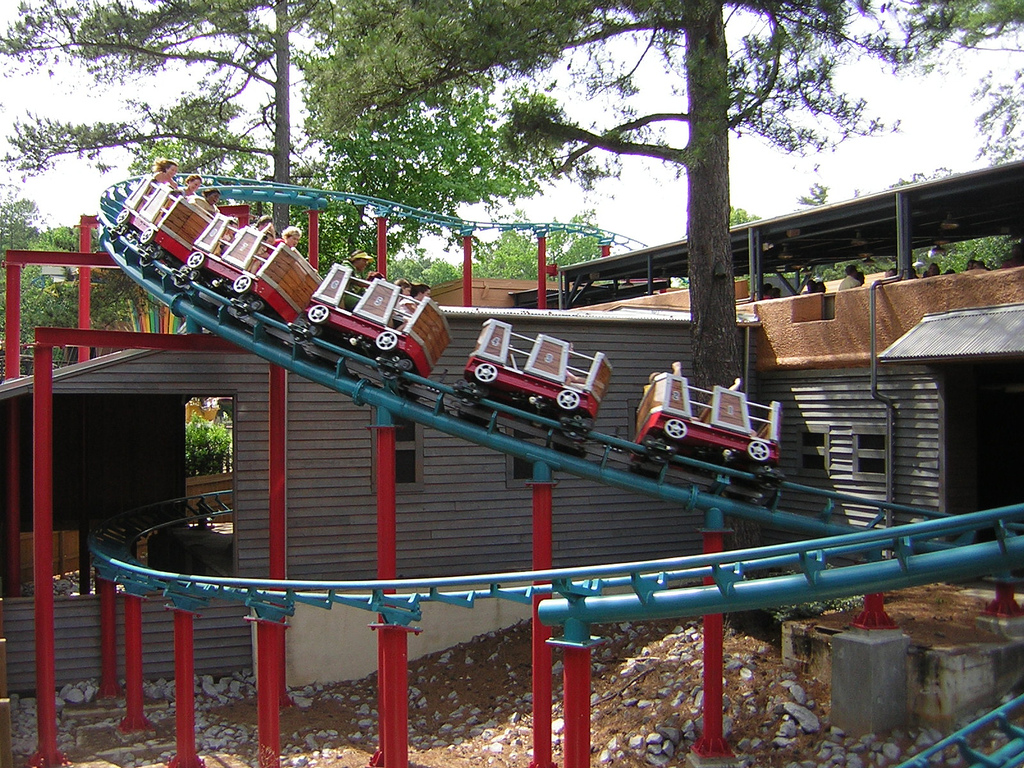
Wile E. Coyote Canyon Blaster à Six Flags Over Georgia
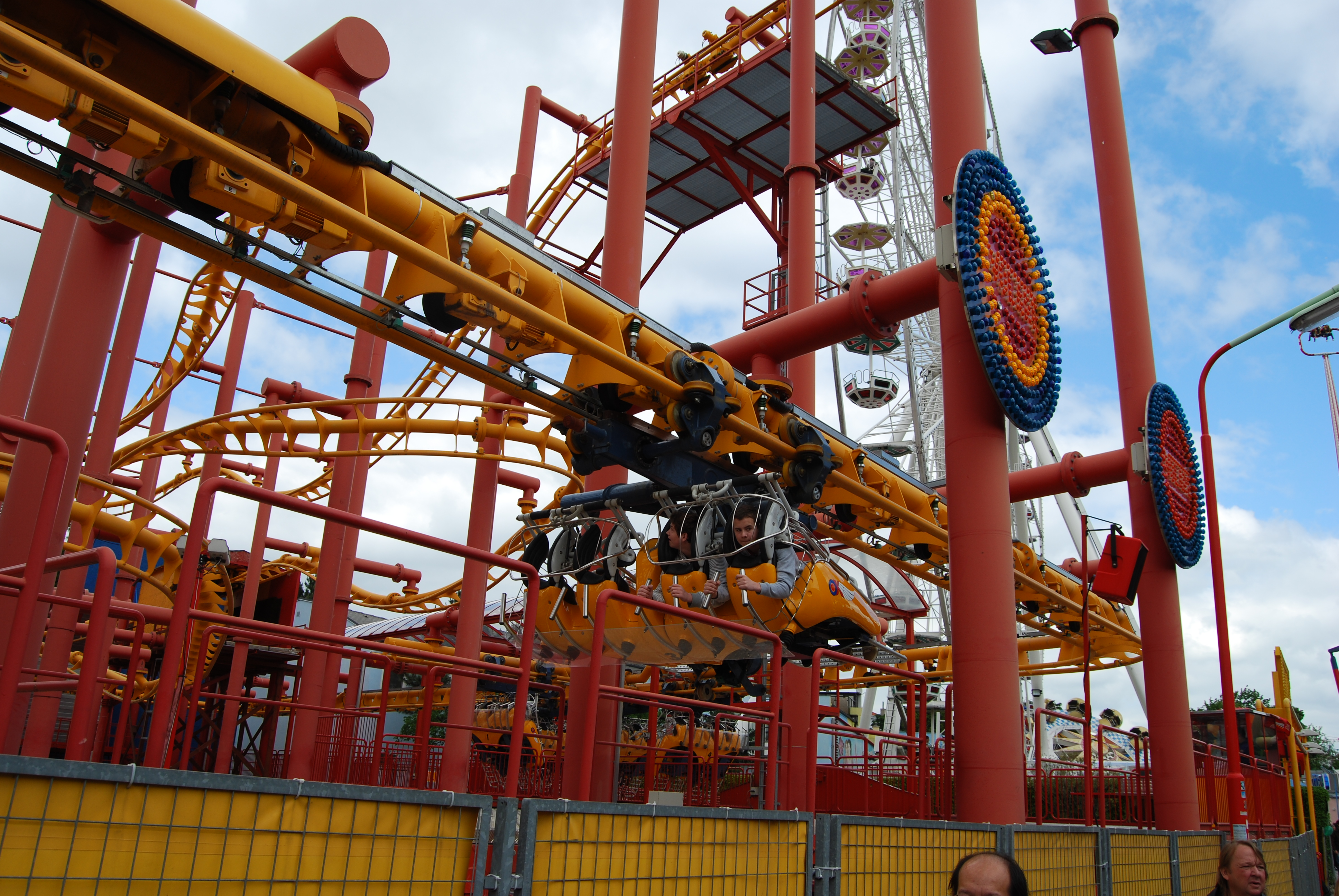
Volare au Prater de Vienne

### Autres attractions
Cette liste est non exhaustive.
| Nom                                  | Type                                | Constructeur              | Parc                            | Pays        |
| ------------------------------------ | ----------------------------------- | ------------------------- | ------------------------------- | ----------- |
| Alba-Tossen                          | Disk'O Coaster                      | Zamperla                  | BonbonLand                      | Danemark    |
| Back Stroke                          | Bûches                              | Mack Rides                | Toverland                       | Pays-Bas    |
| Buzz Lightyear's Astro Blasters      | Parcours scénique interactif        | Walt Disney Imagineering  | Tokyo Disneyland                | Japon       |
| Drachenflug                          | Condor                              | Huss Rides                | Belantis                        | Allemagne   |
| Eagle's Claw                         | Afterburner                         | KMG                       | Lightwater Valley               | États-Unis  |
| Griffin's Galleon                    | Rockin' Tug                         | Zamperla                  | Chessington World of Adventures | Royaume-Uni |
| HANSE-Karussell                      | Carrousel                           | Bertazzon                 | Hansa-Park                      | Allemagne   |
| Hero Factory                         | Robocoaster                         | Kuka                      | Legoland Deutschland            | Allemagne   |
| Het Meisje met de Zwavelstokjes      | Walkthrough dans le Bois des contes | Efteling                  | Efteling                        | Pays-Bas    |
| Hurricane                            | Rockin' Tug                         | Zamperla                  | Boudewijn Seapark               | Belgique    |
| Jolly Roger                          | Rockin' Tug                         | Zamperla                  | Drayton Manor                   | Royaume-Uni |
| Katapulten                           | Turbo Drop                          | S&S Worldwide             | Gröna Lund                      | Suède       |
| King Chaos                           | Top Spin                            | Huss Rides                | Six Flags Great America         | États-Unis  |
| La Tour descente extrême             | Tour de chute                       | Pax                       | Parc Saint-Paul                 | France      |
| Les Sombreros                        | Pieuvre                             | Soriani & Moser           | Fraispertuis-City               | France      |
| Le Sabre                             | Ranger                              | Weber                     | OK Corral                       | France      |
| Le Splash                            | Shoot the Chute / Spillwater        | Intamin                   | La Ronde                        | Canada      |
| Le Tourbillon                        | Luna Loop                           | Heege                     | Futuroscope                     | France      |
| Lost River Ride                      | Shoot the Chute                     | Bear Rides                | Flamingo Land                   | Royaume-Uni |
| Old America                          | Balade en tracteurs                 | Zamperla                  | Fraispertuis-City               | France      |
| Pandemonium                          | Cataclysme                          | Far Fabbri                | Drayton Manor                   | Royaume-Uni |
| Revolution                           | Frisbee                             | Huss Rides                | Six Flags Great America         | États-Unis  |
| Rip Tide                             | Top Spin                            | S&S Worldwide             | Kings Island                    | États-Unis  |
| Samuraï                              | Top Scan                            | Mondial Rides             | Thorpe Park                     | Royaume-Uni |
| Scooby-Doo! and the Haunted Mansion  | Parcours scénique interactif        | Sally Corporation         | Kings Dominion                  | États-Unis  |
| Screamin' Swing                      | Screamin' Swing                     | S&S Worldwide             | Kings Island                    | États-Unis  |
| Sea Dragons                          | Carrousel                           | Mack Rides                | Chessington World of Adventures | Royaume-Uni |
| Sledgehammer                         | Frisbee                             | Huss Rides                | Bobbejaanland                   | Belgique    |
| Spritztour                           | Splash Battle                       | ABC Engineering           | Erlebnispark Tripsdrill         | Allemagne   |
| Stitch's Great Escape!               | Spectacle interactif                | Walt Disney Imagineering  | Magic Kingdom                   | États-Unis  |
| Syncope                              | Frisbee                             | Huss Rides                | Terra Mítica                    | Espagne     |
| The Amazing Adventures of Spider-Man | Parcours scénique / Simulateur 3D   | Oceaneering International | Universal Studios Japan         | Japon       |
| The Claw                             | Frisbee                             | Intamin                   | Dreamworld                      | Australie   |
| Tour des costauds                    | Tower                               | Heege                     | Futuroscope                     | France      |
| The Twilight Zone Tower of Terror    | Tour de chute                       | Walt Disney Imagineering  | Disney's California Adventure   | États-Unis  |
| Trauma Tower                         | Space Shot                          |                           | Lightwater Valley               | États-Unis  |
| Turtle Talk with Crush               | Spectacle interactif                | Walt Disney Imagineering  | Epcot                           | États-Unis  |
| Volcano - The Ride                   | Croisière scénique                  | Mack Rides                | Earth Explorer                  | Belgique    |
| Wözl's Wassertreter                  | Bateau à pédales                    |                           | Phantasialand                   | Allemagne   |

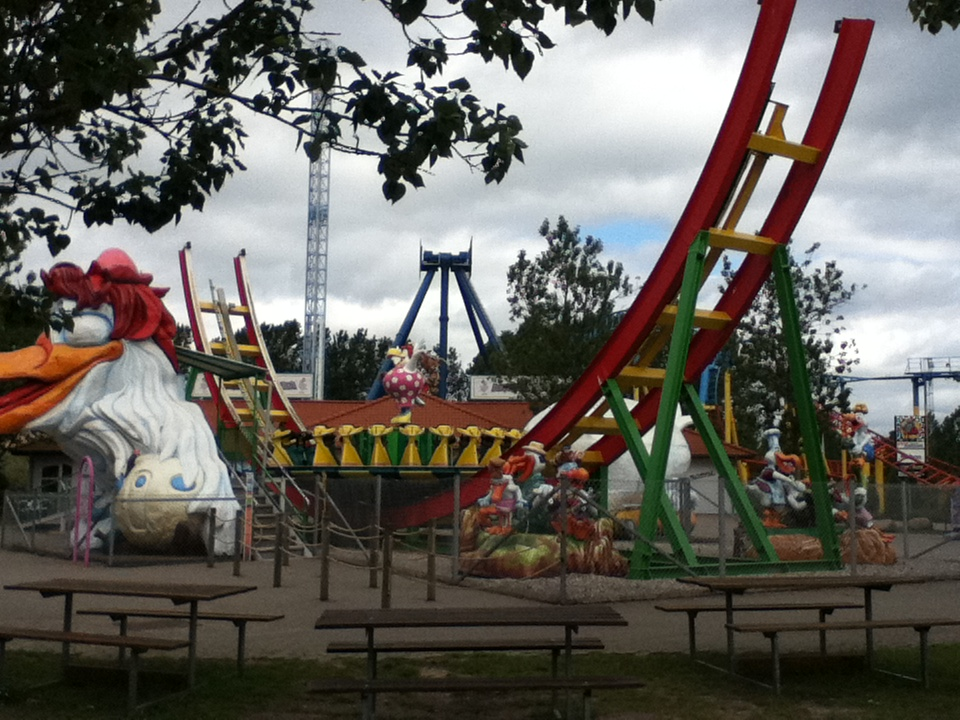
Alba-Tossen à BonbonLand
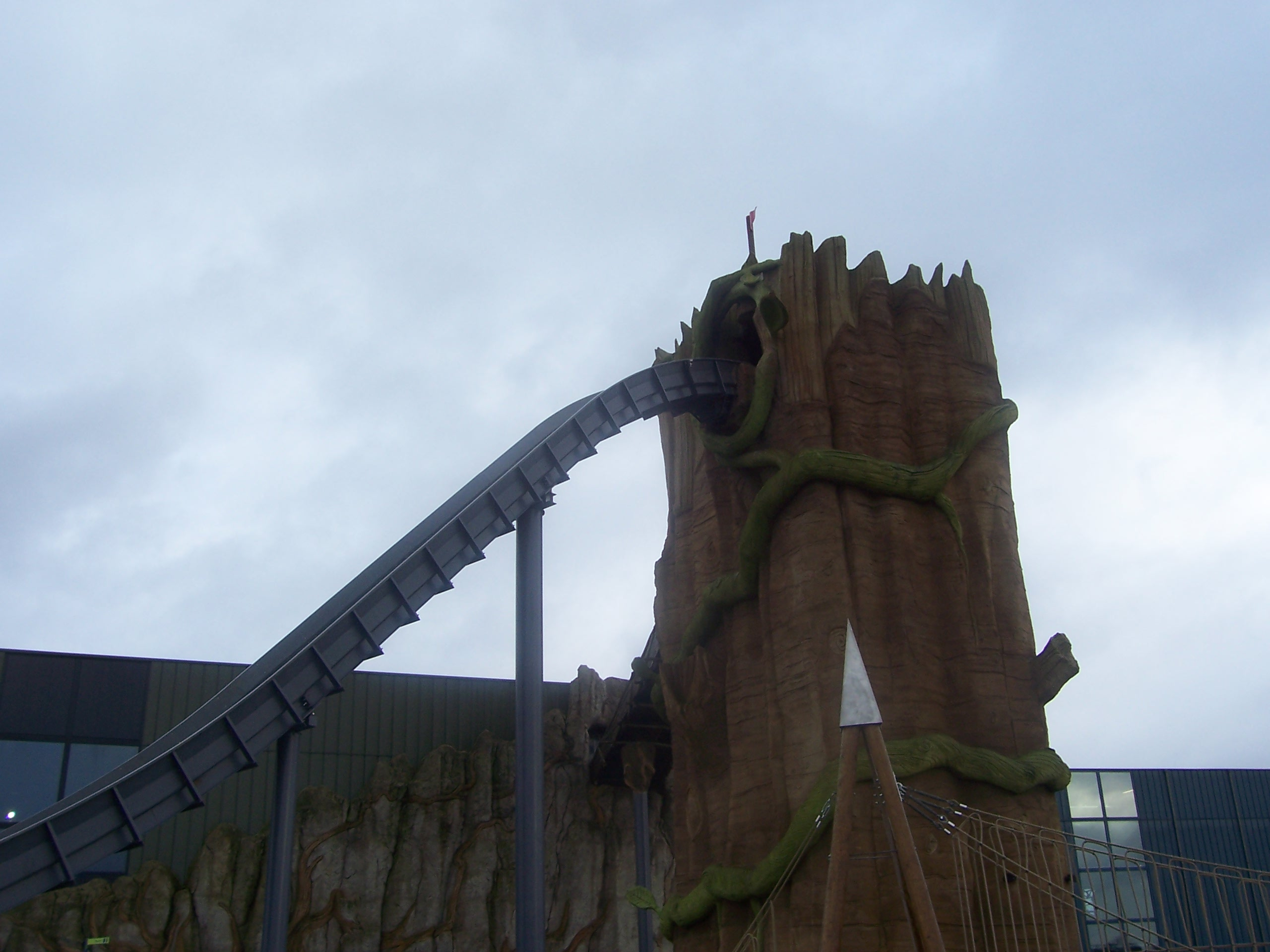
Back Stroke à Toverland
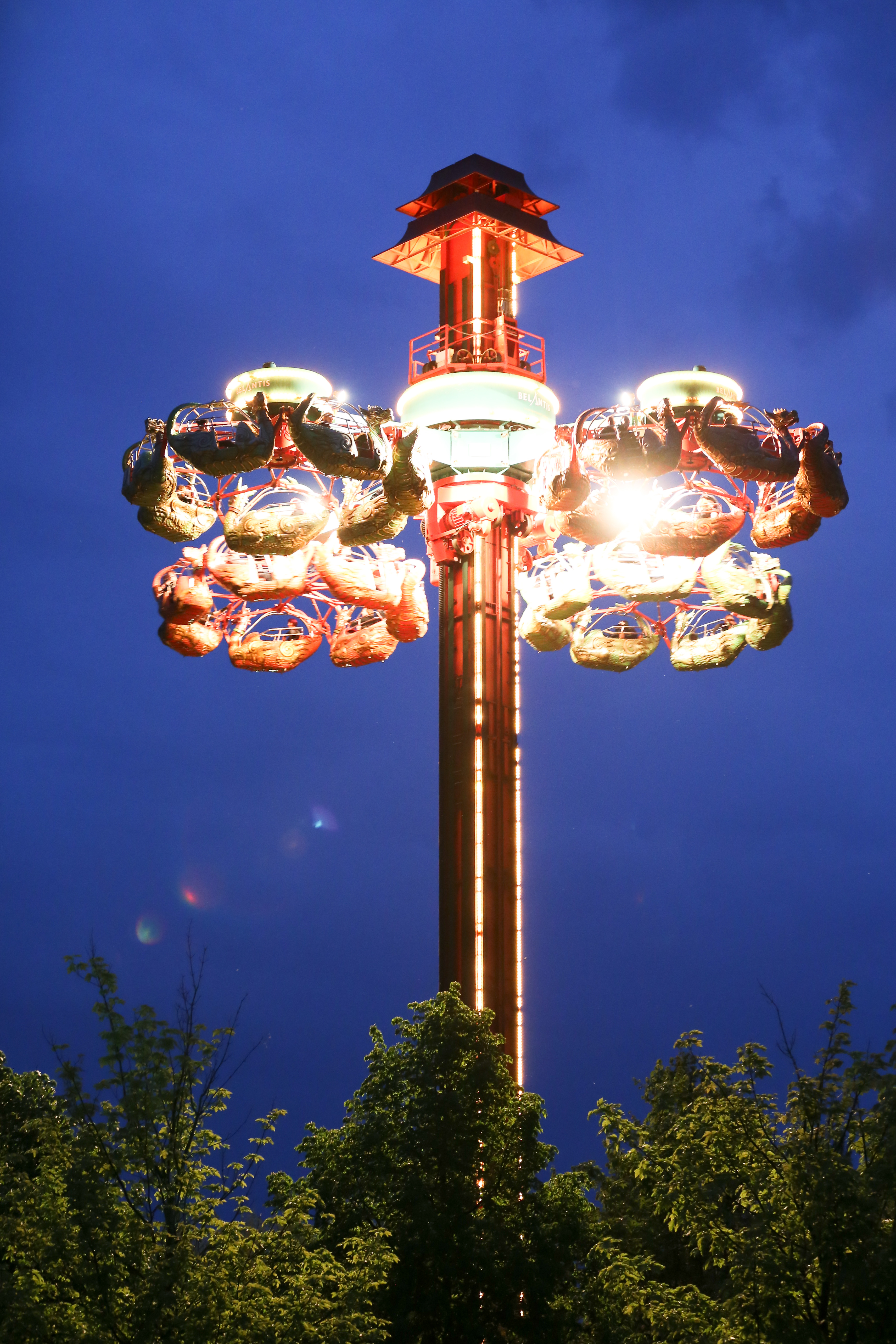
Drachenflug à Belantis
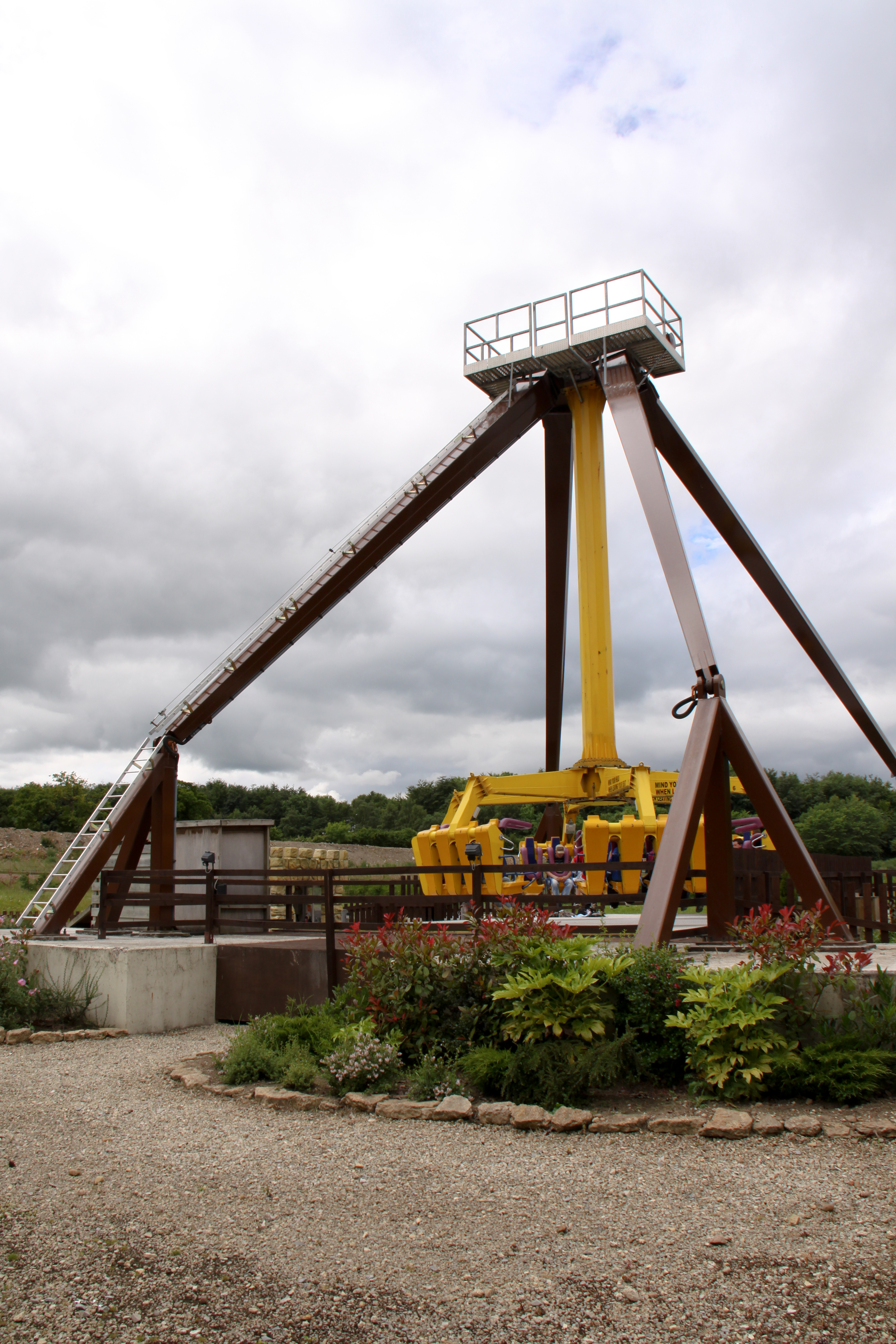
Eagle's Claw à Lightwater Valley
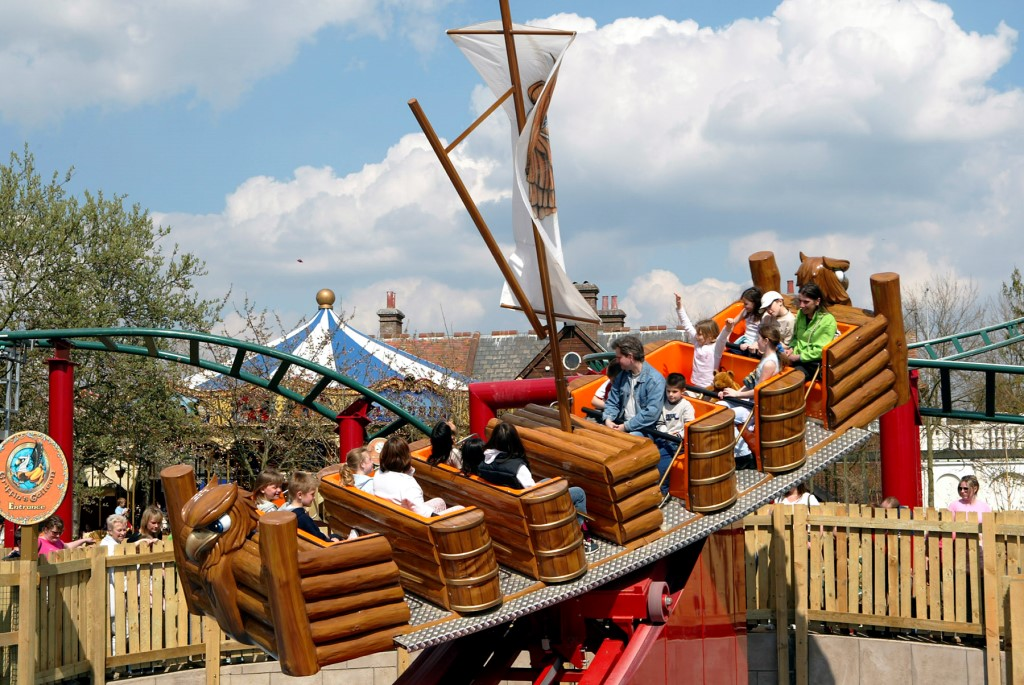
Griffin's Galleon à Chessington World of Adventures
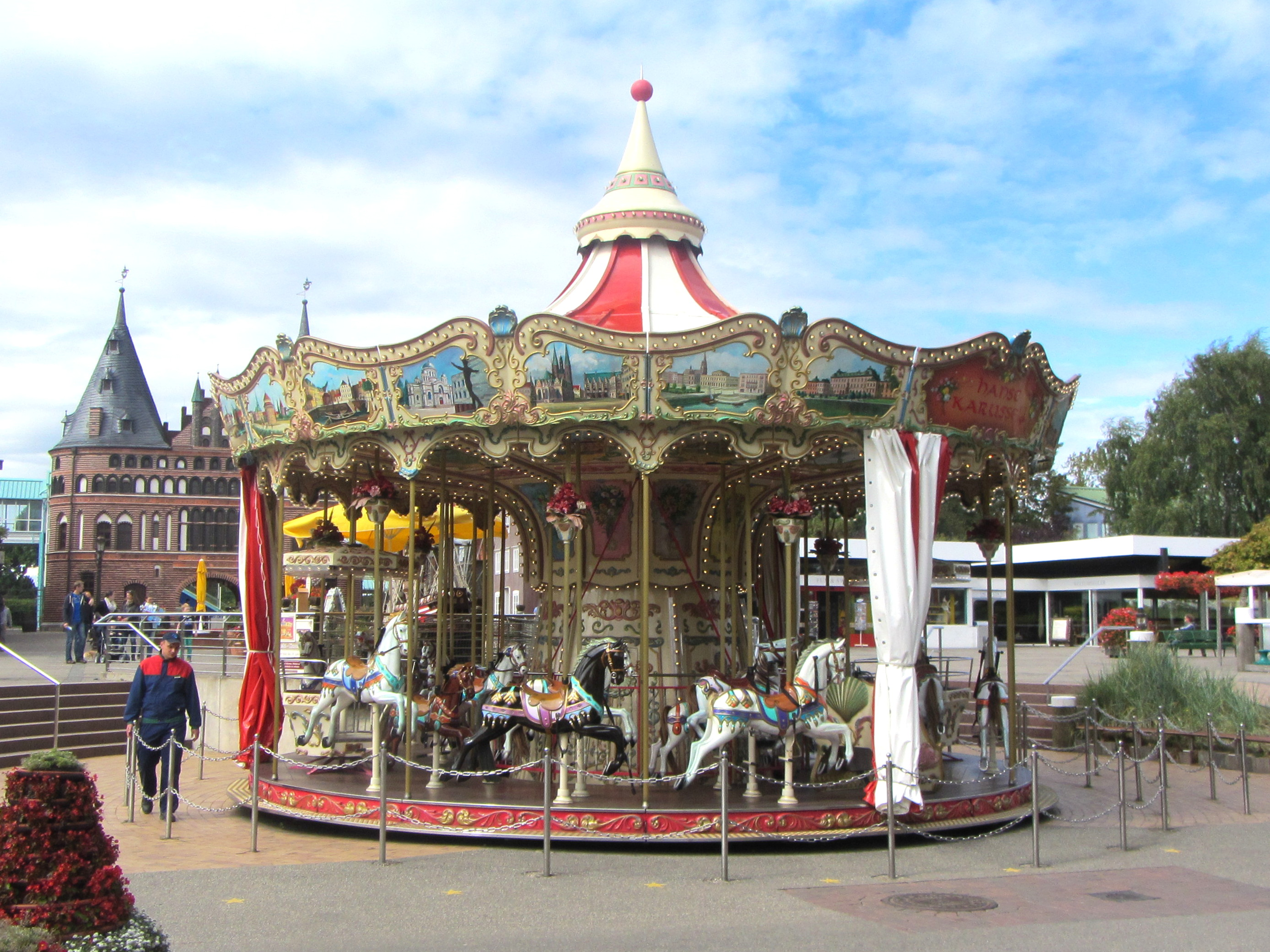
HANSE-Karussell à Hansa-Park
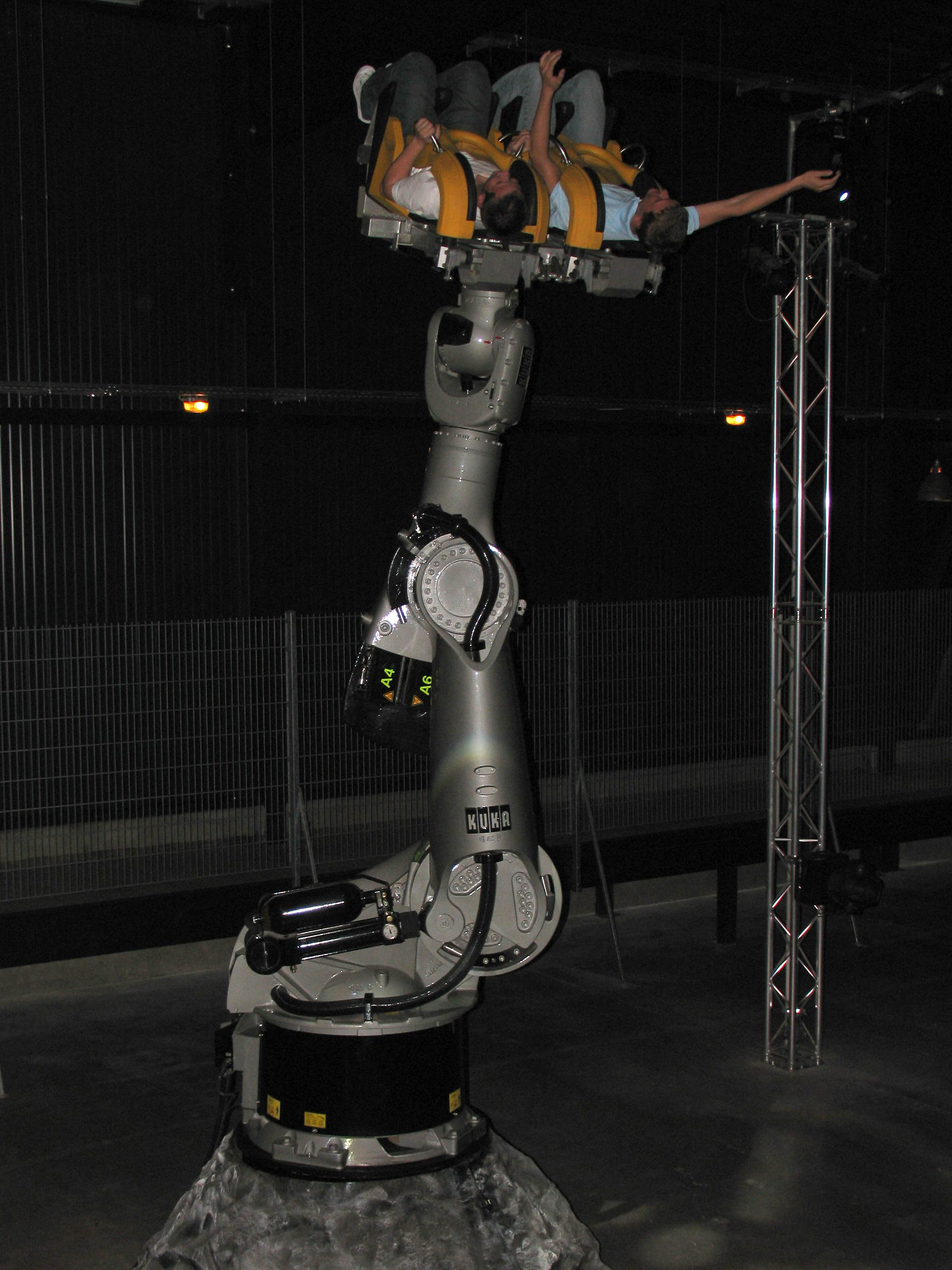
Hero Factory à Legoland Deutschland
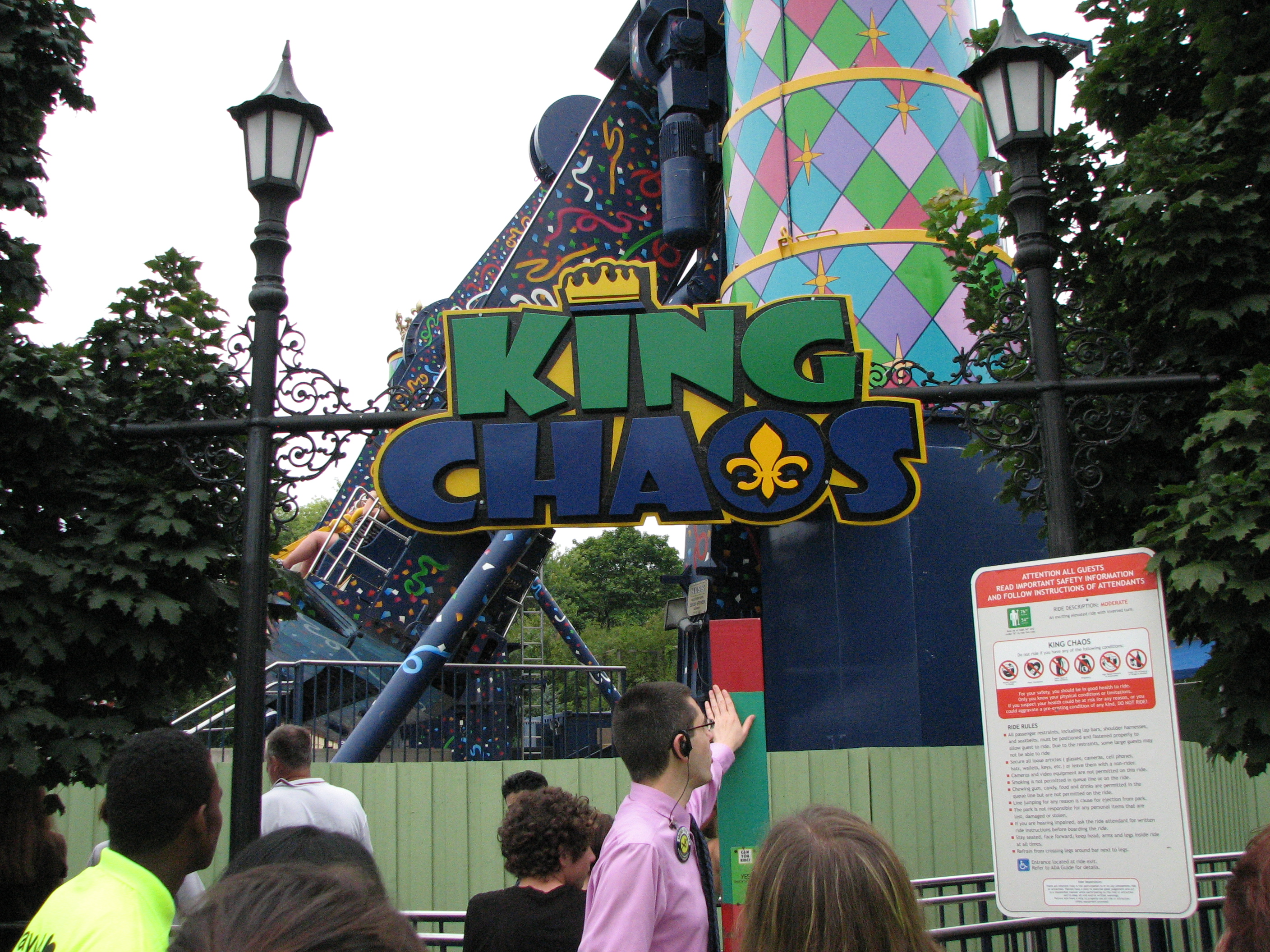
King Chaos à Six Flags Great America
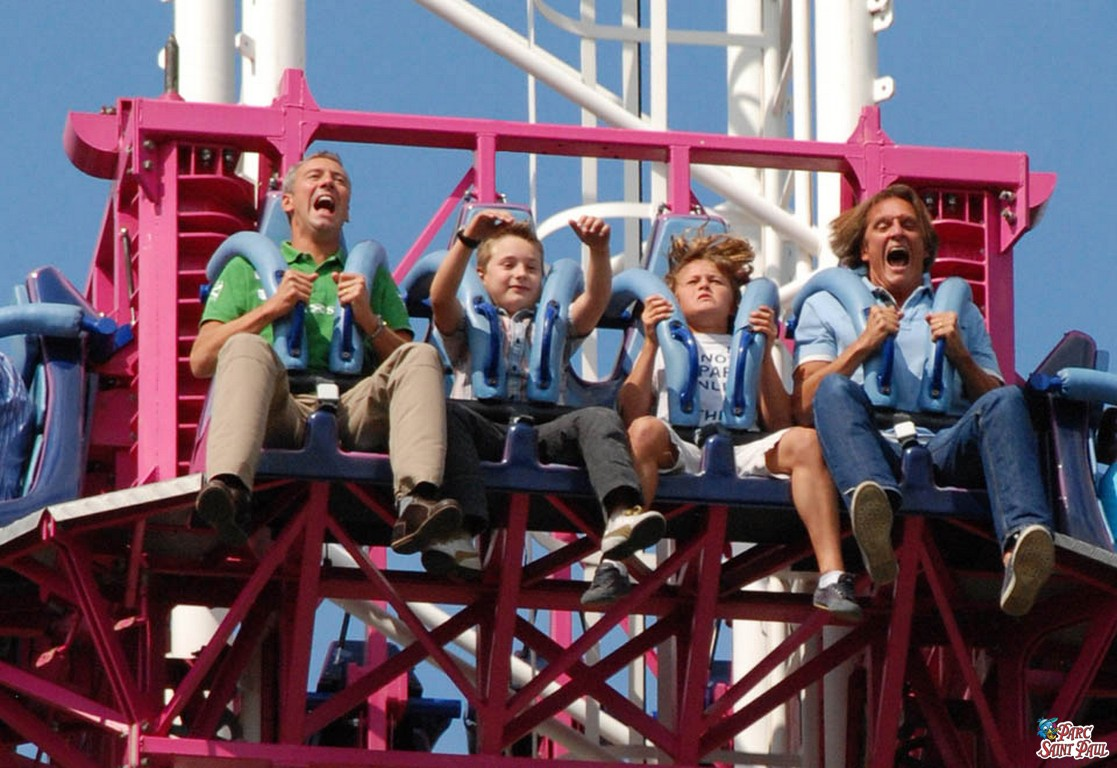
La Tour descente extrême au parc Saint-Paul
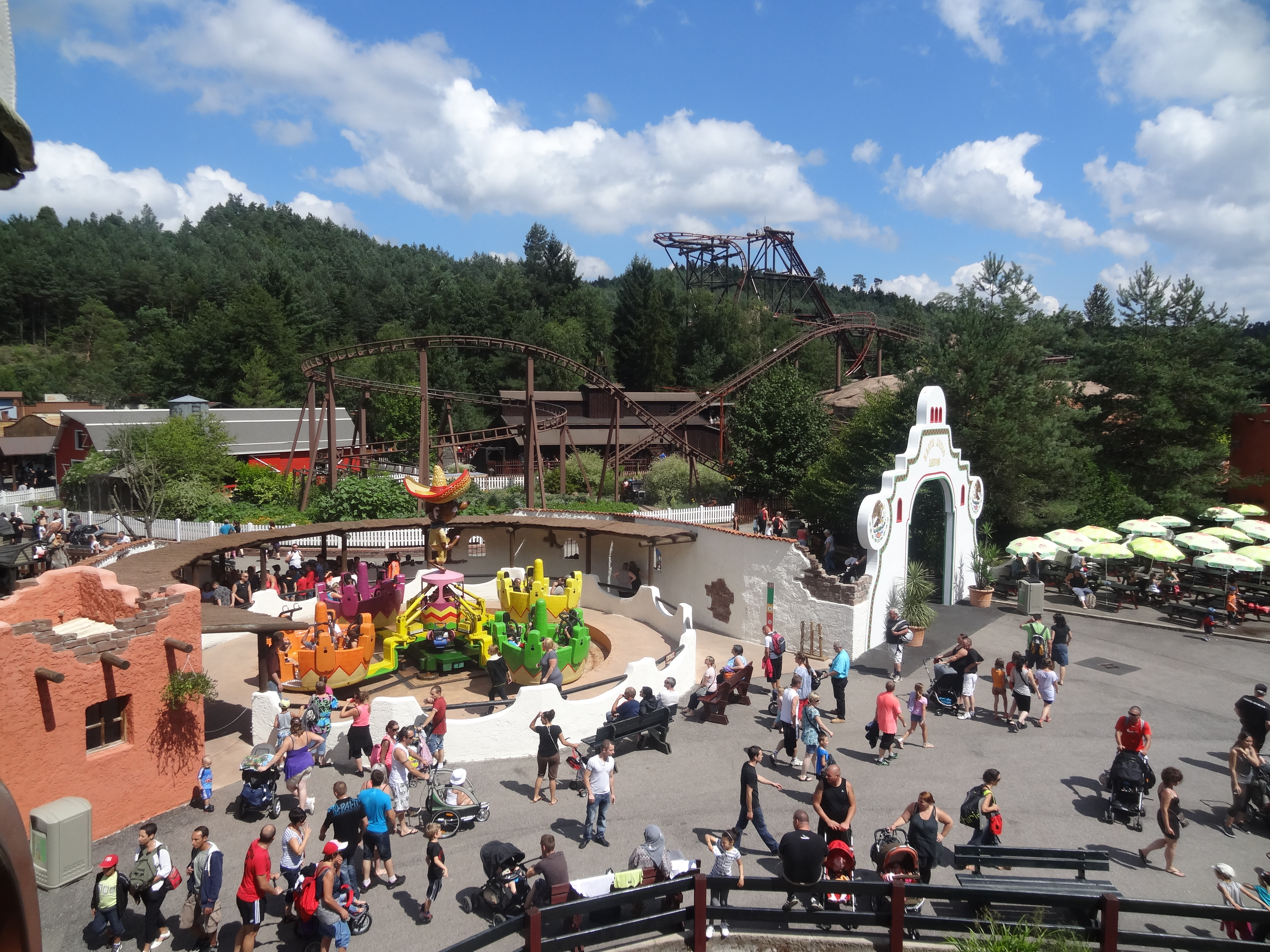
Les Sombreros à Fraispertuis-City
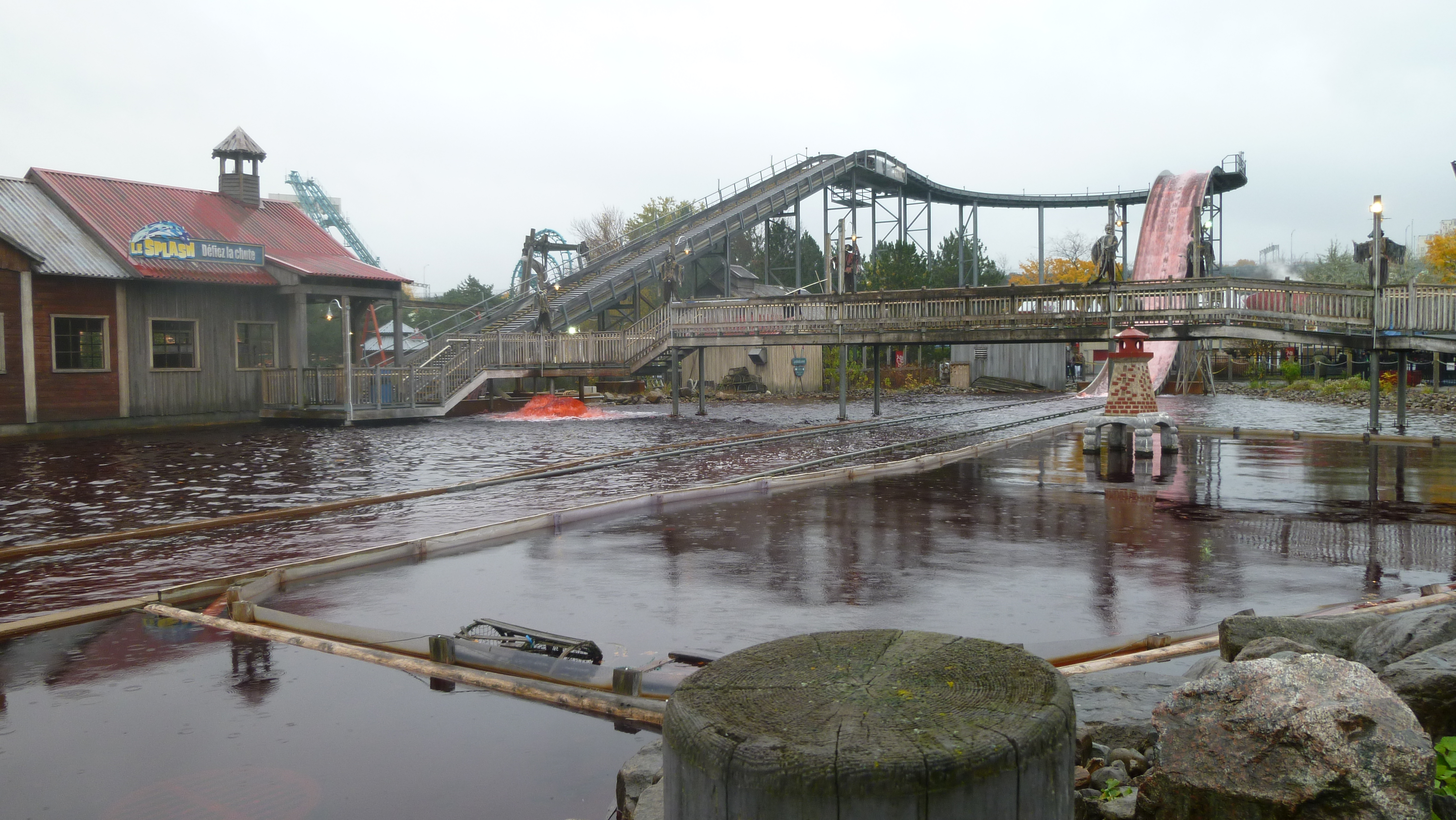
Le Splash à La Ronde
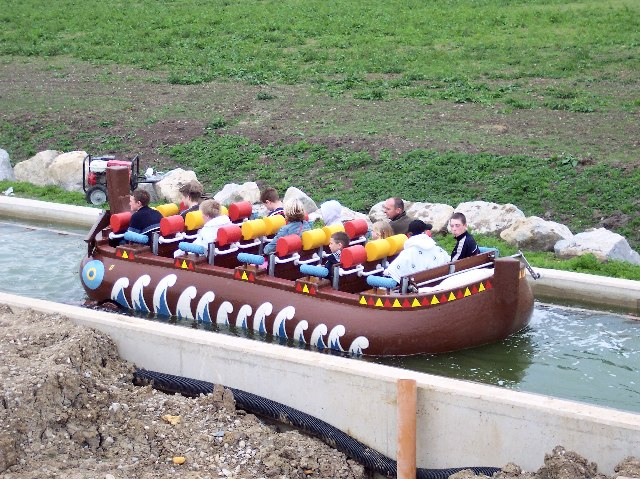
Lost River Ride à Flamingo Land Theme Park & Zoo
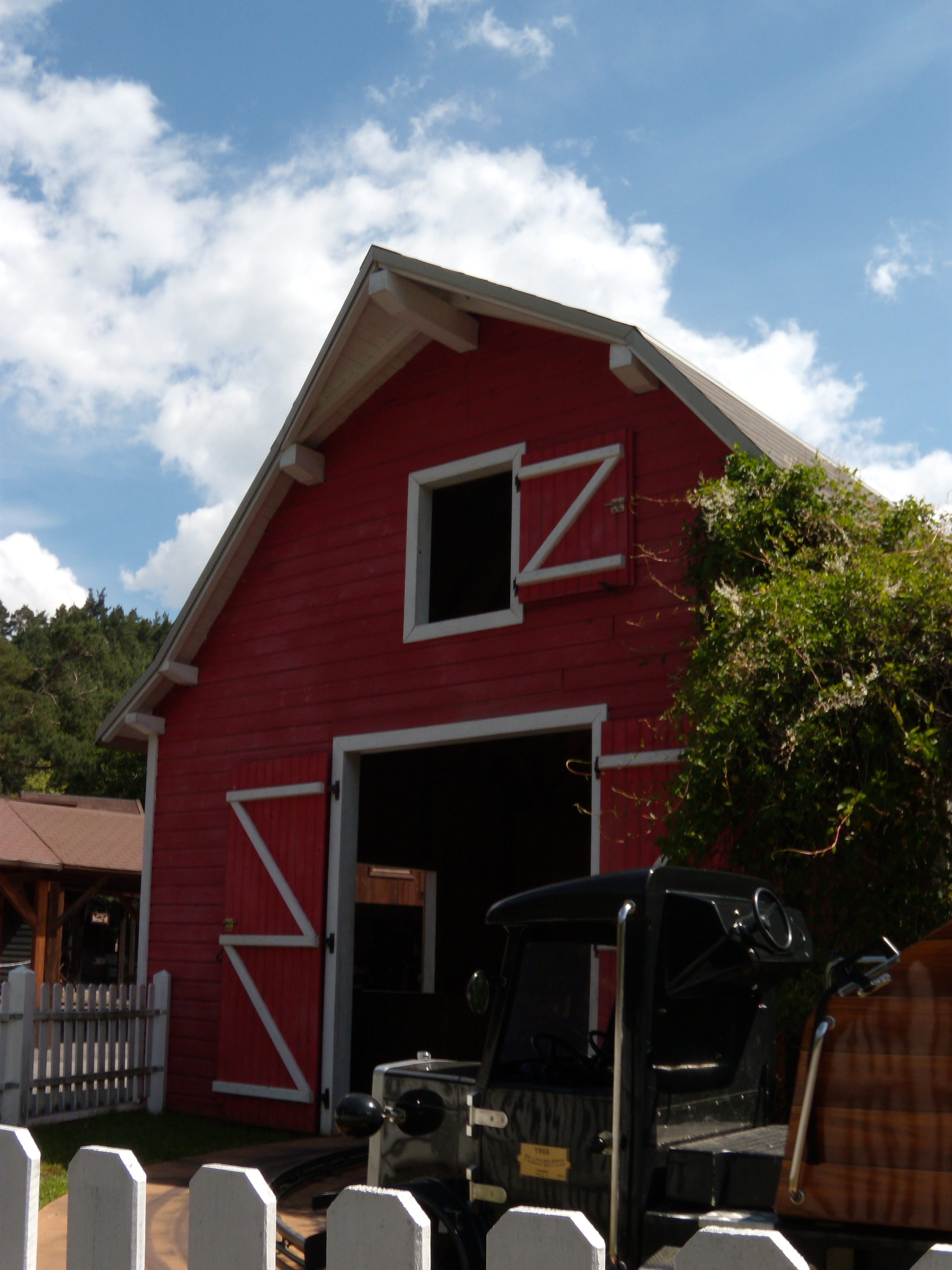
Old America à Fraispertuis-City
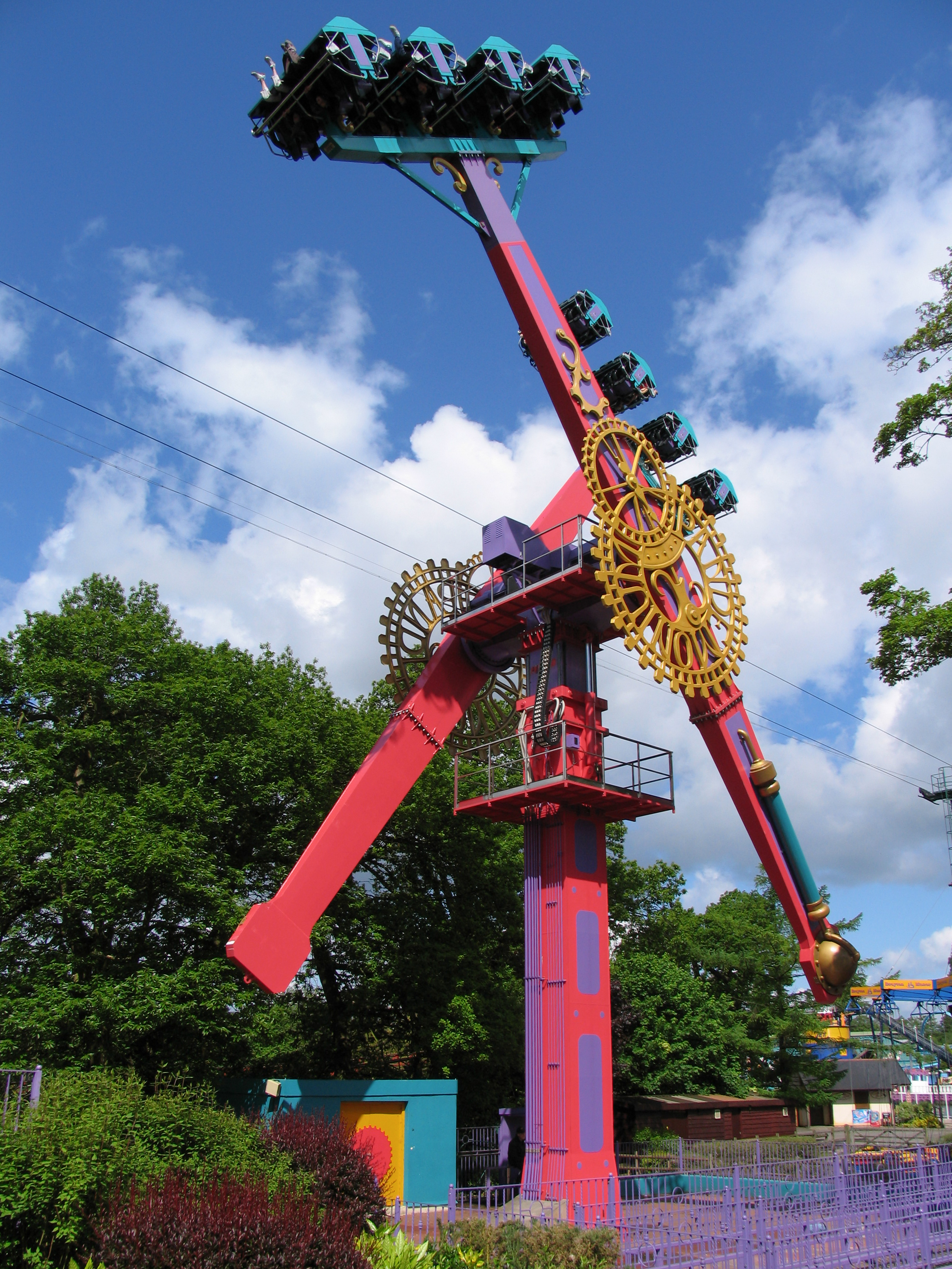
Pandemonium à Drayton Manor
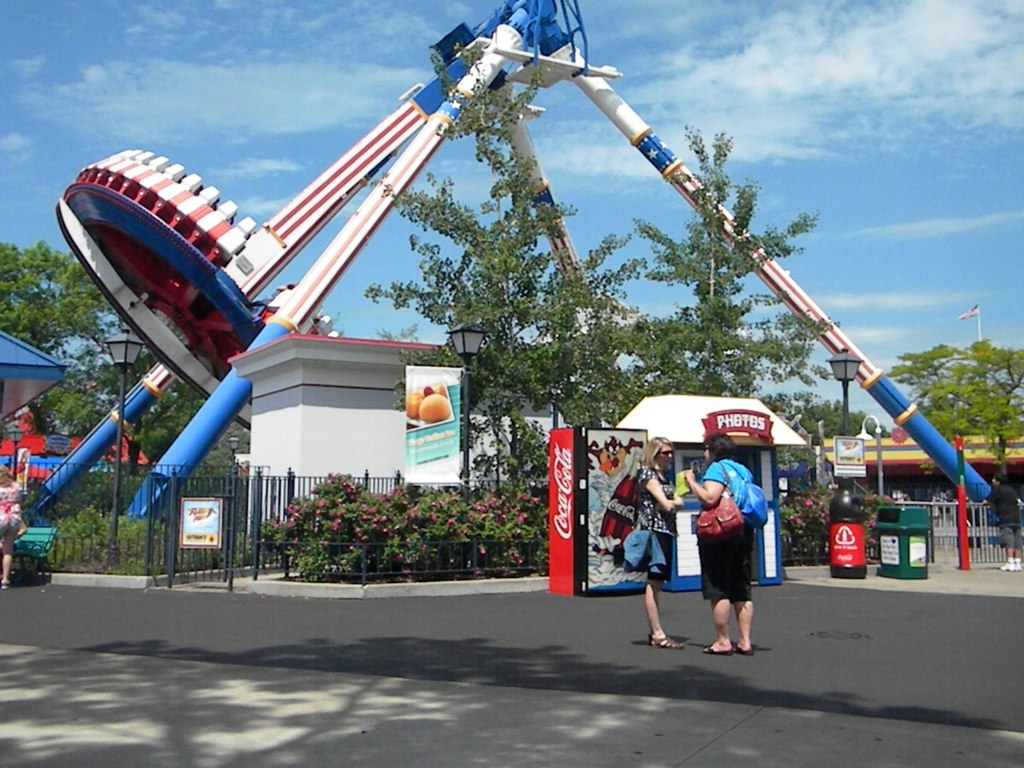
Revolution à Six Flags Great America
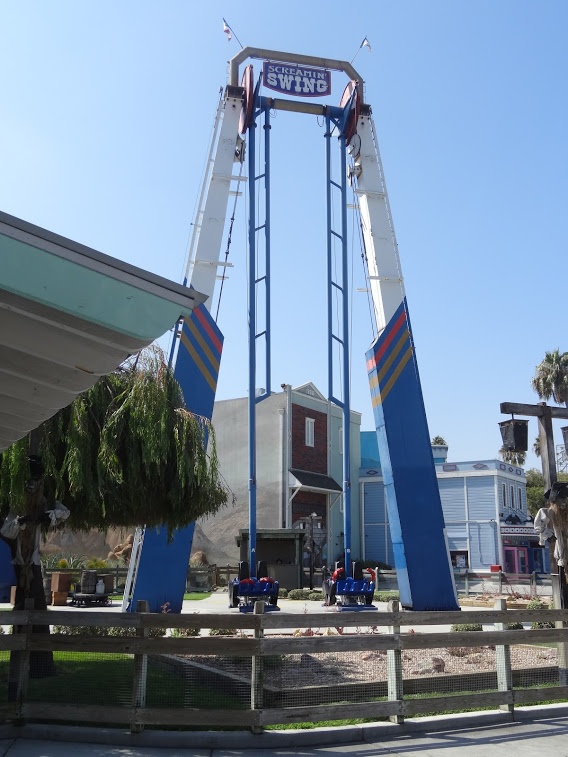
Screamin' Swing à Knott's Berry Farm
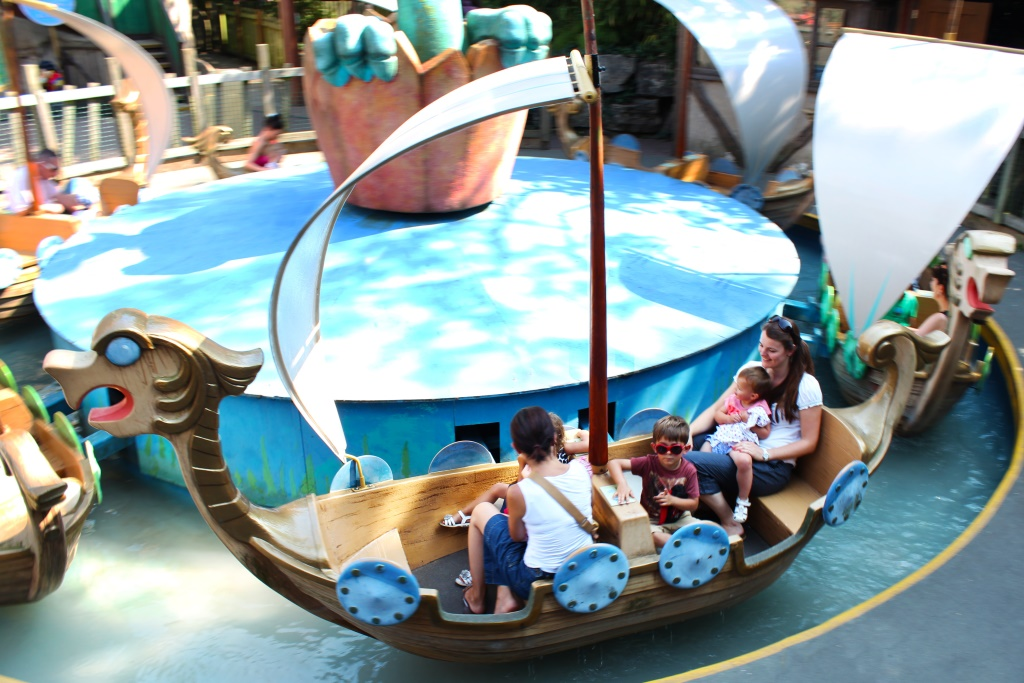
Sea Dragons à Chessington World of Adventures
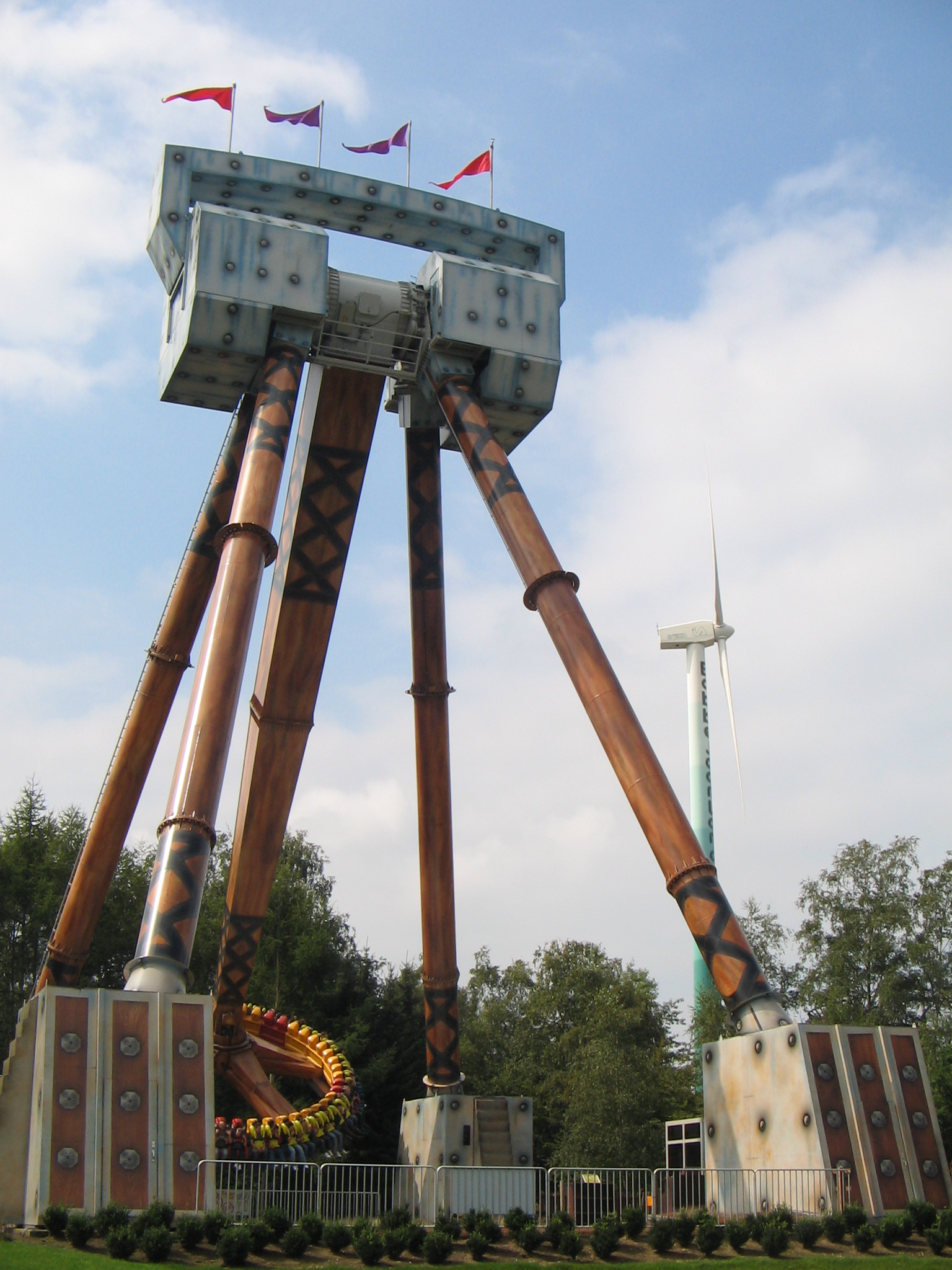
Sledgehammer à Bobbejaanland
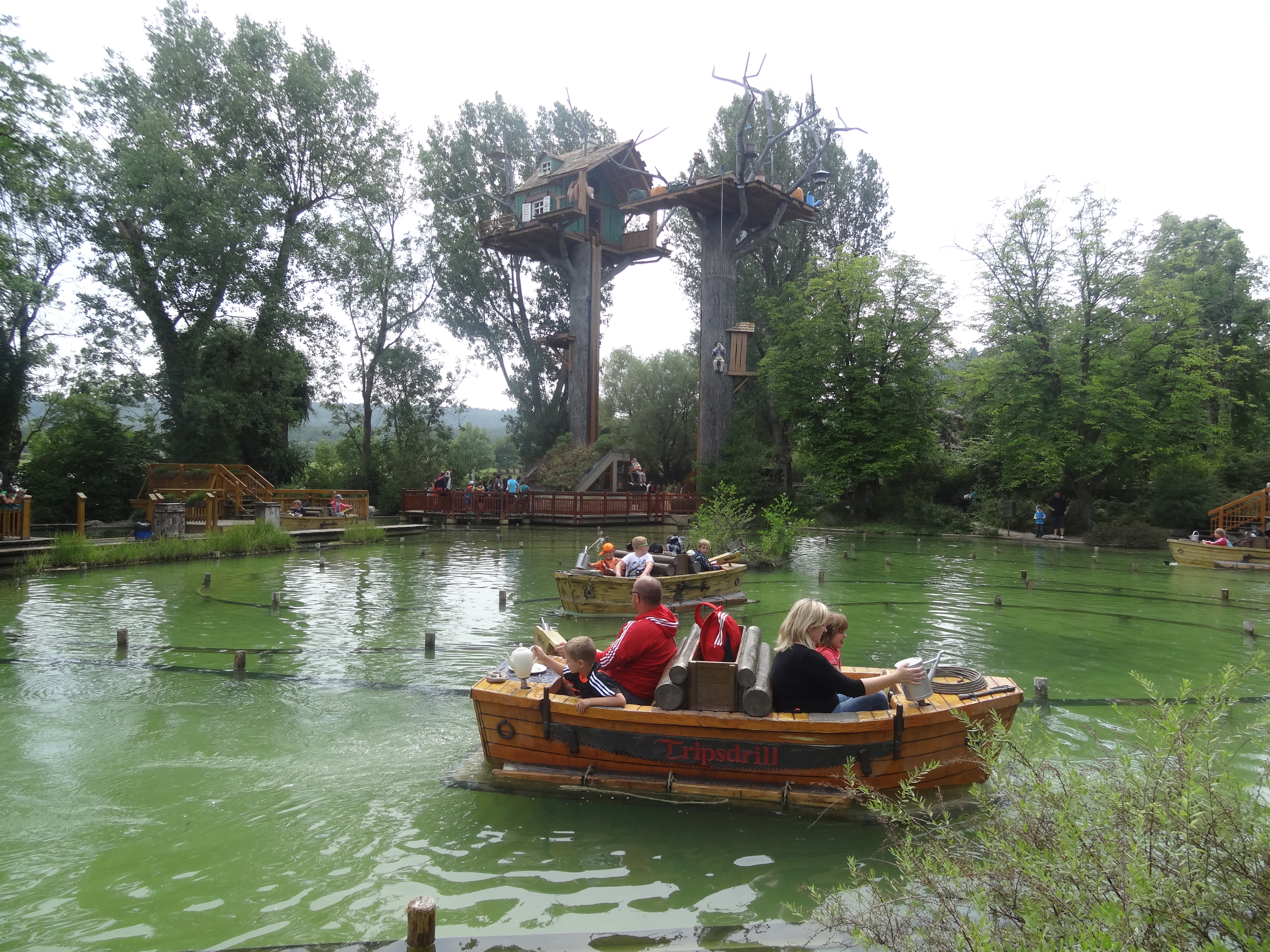
Spritztour à Erlebnispark Tripsdrill
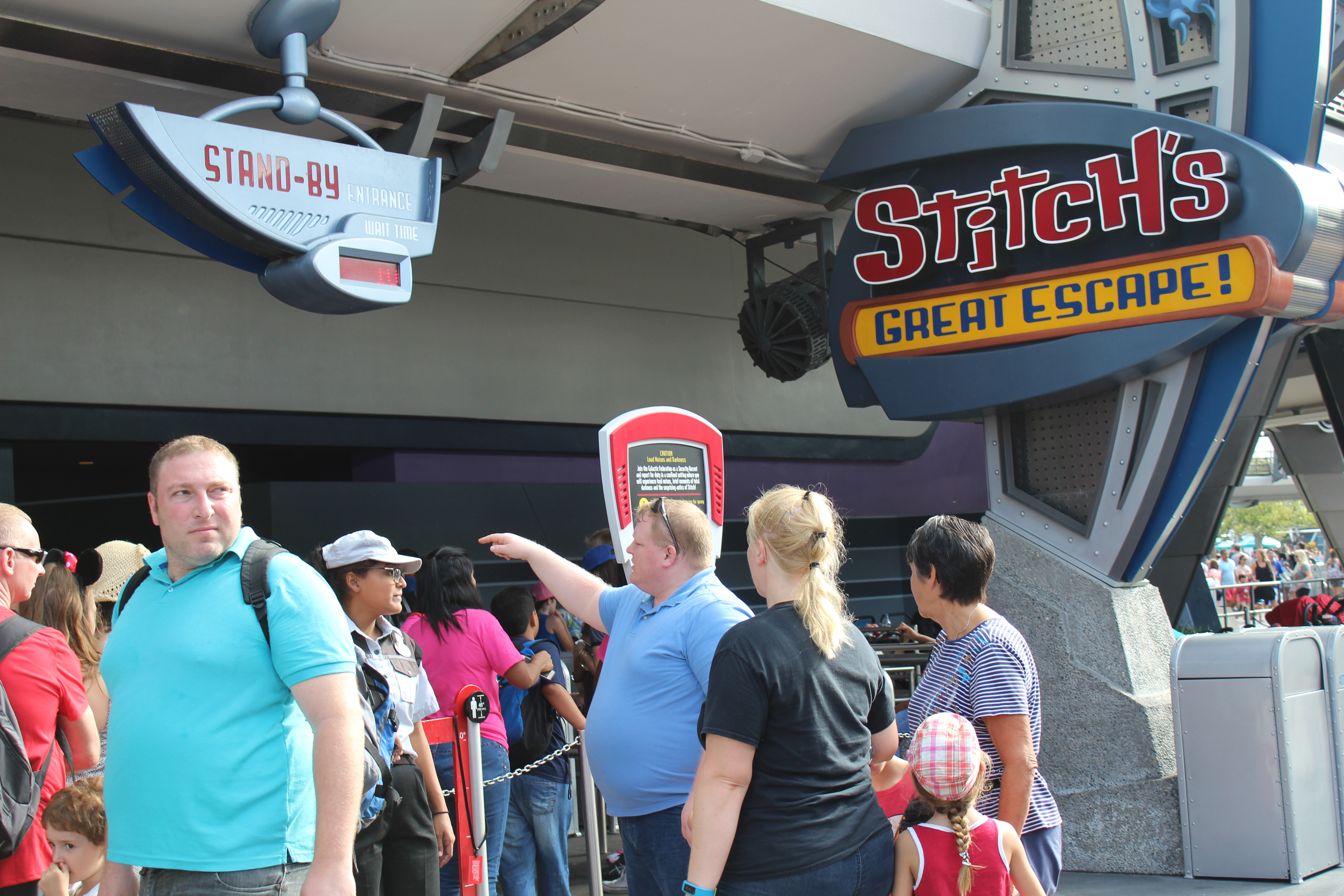
Entrée de Stitch's Great Escape! au Magic Kingdom
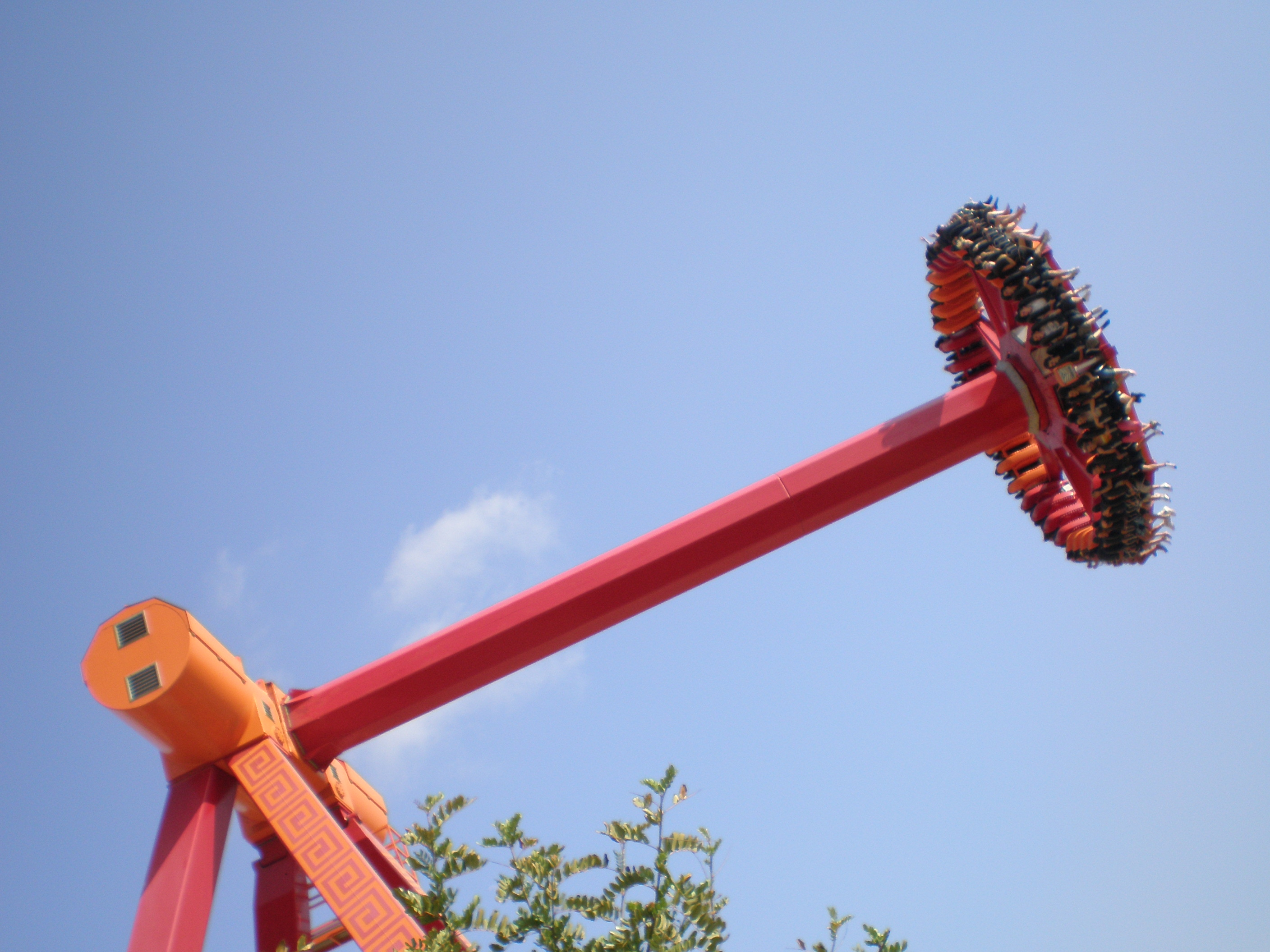
Syncope à Terra Mítica
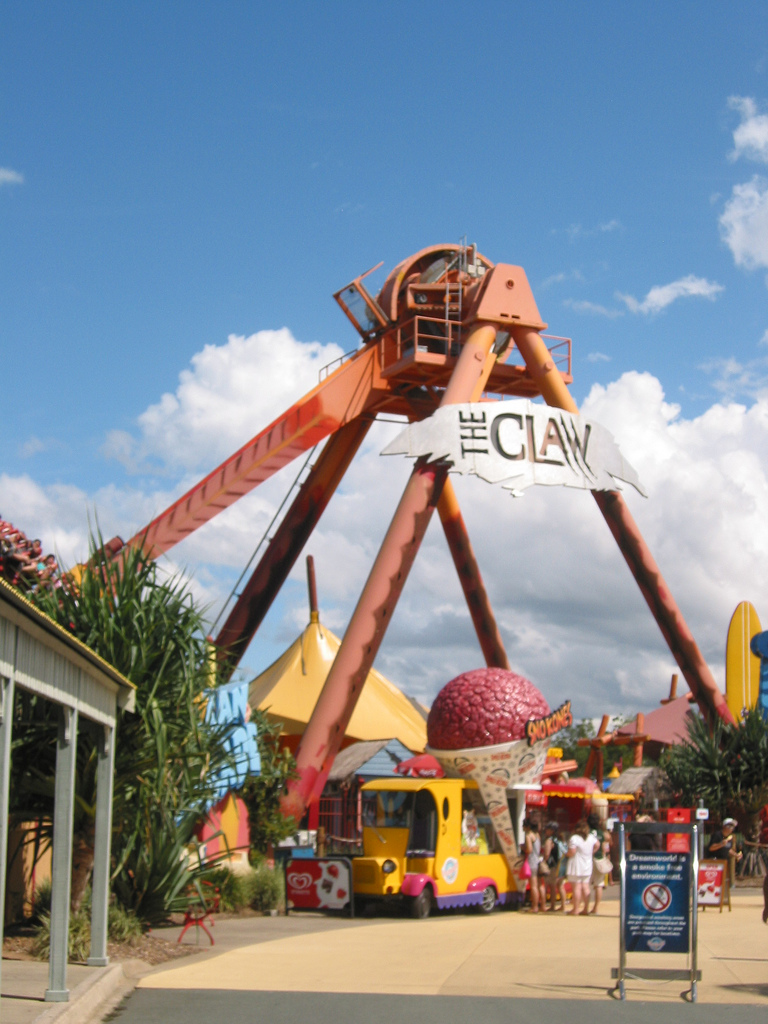
The Claw à Dreamworld
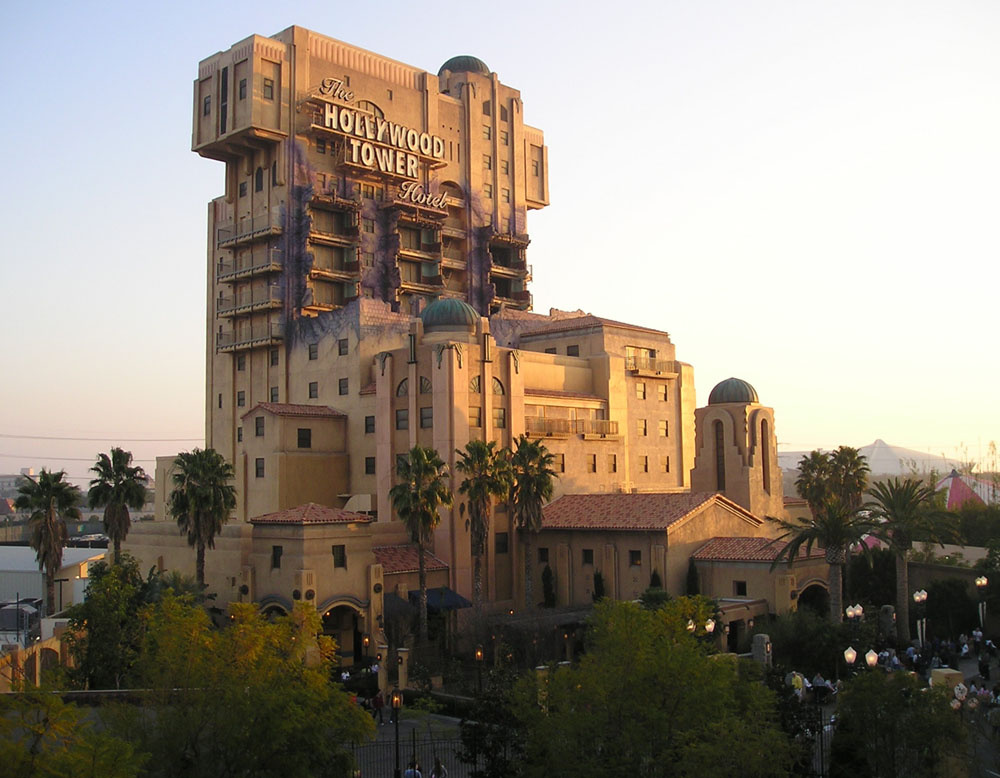
The Twilight Zone Tower of Terror à Disney's California Adventure
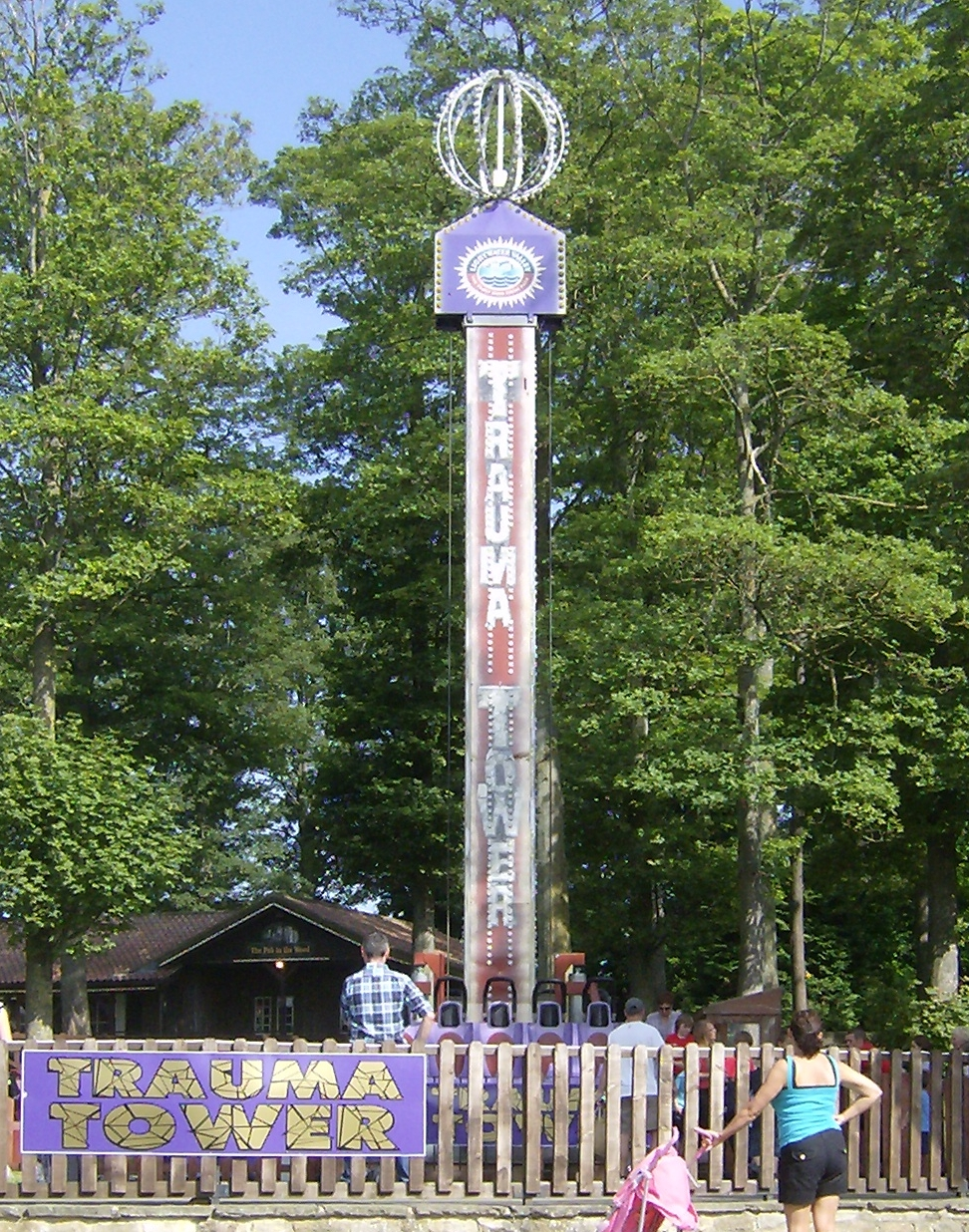
Trauma Tower à Lightwater Valley
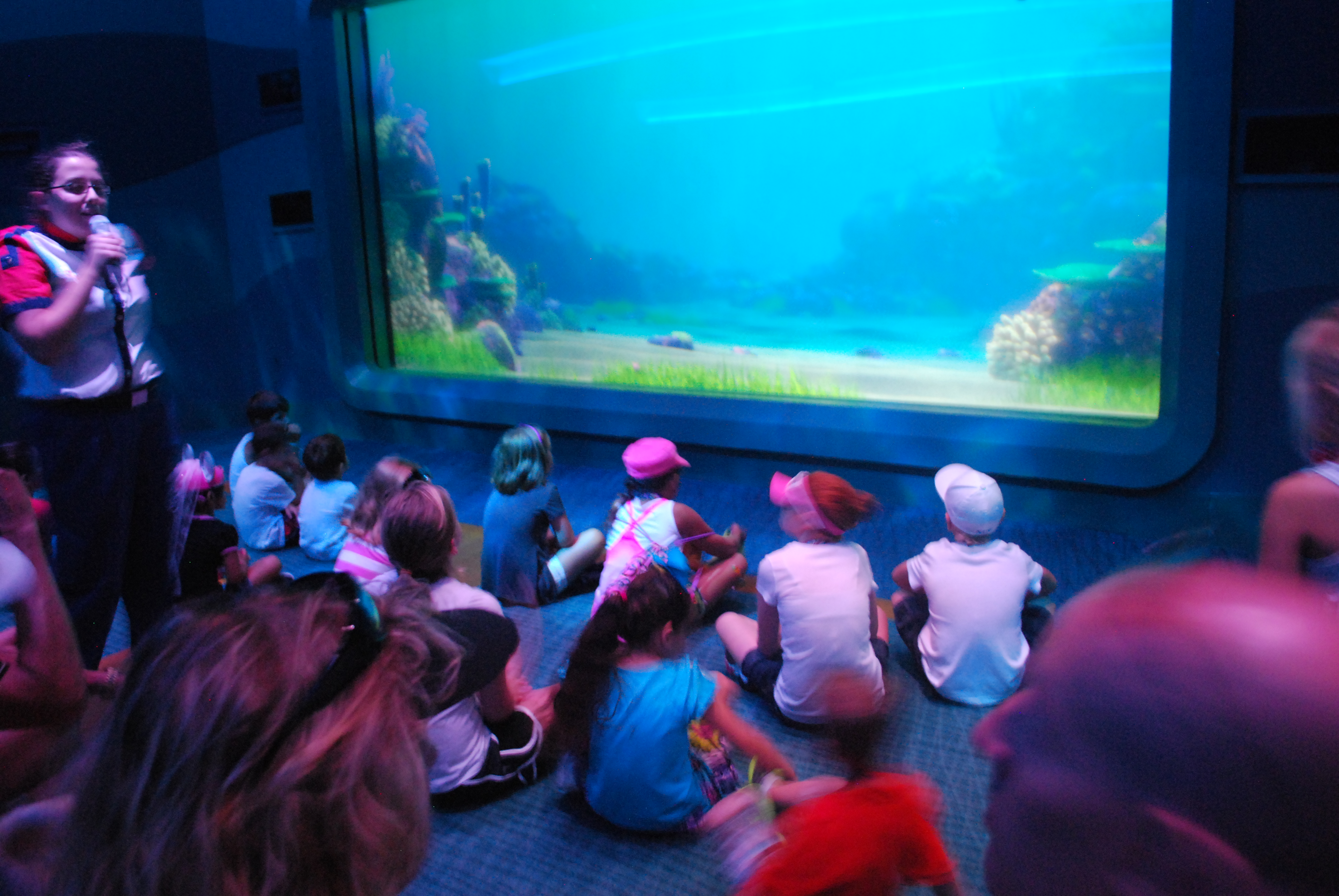
Turtle Talk with Crush à Epcot
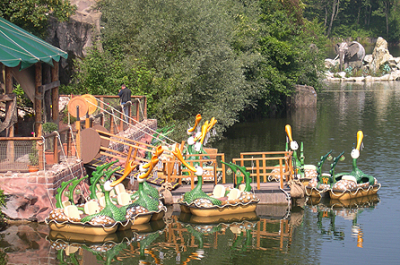
Wözl's Wassertreter à Phantasialand

#### Nouveau thème
| Nom                  | Type/Modèle | Constructeur          | Parc      | Pays       | Anciennement                                                 |
| -------------------- | ----------- | --------------------- | --------- | ---------- | ------------------------------------------------------------ |
| Garfield's Nightmare | Old Mill    | Halloween Productions | Kennywood | États-Unis | Hard-Headed Harrold's Horrendously Humorous Haunted Hideaway |

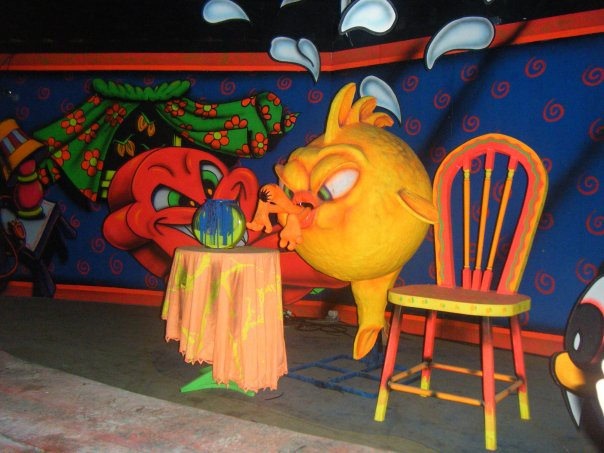
Garfield's Nightmare à Kennywood

## Hôtels
- Hôtel Colosseo à Europa-Park ( Allemagne)
- Gardaland Hotel à Gardaland ( Italie)
- Disney's Saratoga Springs Resort à Walt Disney World Resort ( États-Unis)

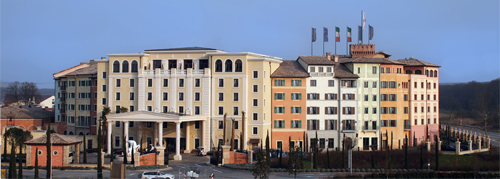
Hôtel Colosseo à Europa-Park
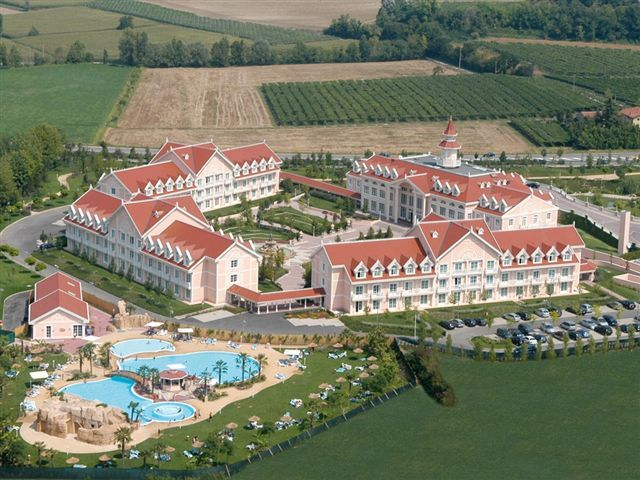
Gardaland Hotel à Gardaland
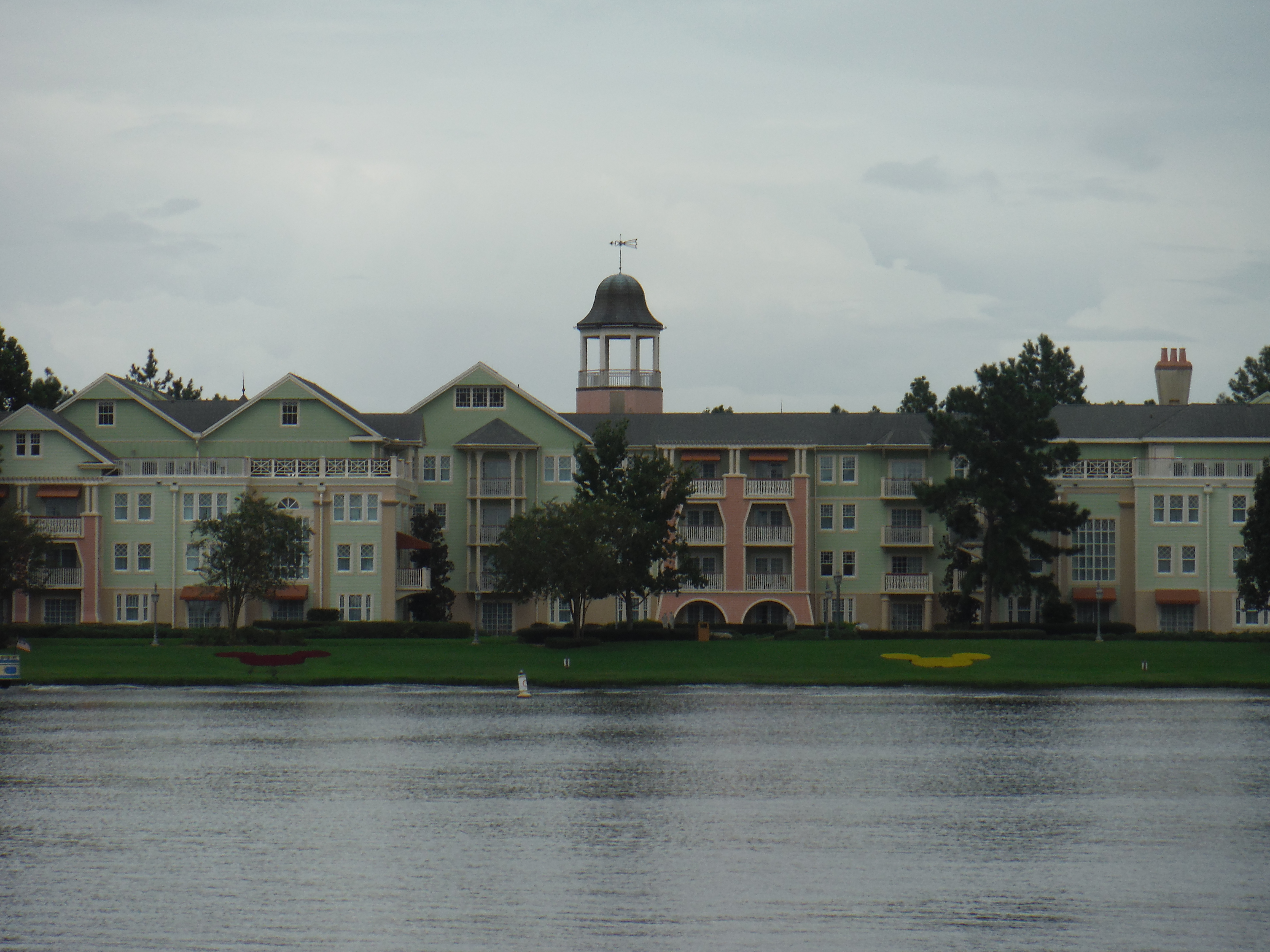
Disney's Saratoga Springs Resort à Walt Disney World Resort